# Brasileños blancos
Los brasileños blancos (portugués: brasileiros brancos) son brasileños de ascendencia total o predominantemente europea o levantina, del Líbano y Siria.
La principal ascendencia de los brasileños blancos actuales es la portuguesa. Históricamente, los portugueses fueron los europeos que más emigraron a Brasil: se estima que, entre 1500 y 1808, 500.000 de ellos fueron a vivir a Brasil, y los portugueses fueron, prácticamente, el único grupo europeo que se estableció definitivamente en el Brasil colonial.
Además, incluso después de la independencia, los portugueses estuvieron entre las nacionalidades que mayoritariamente emigraron a Brasil. Entre 1884 y 1959, entraron en Brasil 4,734,494 inmigrantes, principalmente de Portugal e Italia, pero también de España, Alemania, Polonia y otros países, y hoy en día millones de brasileños también descienden de estos inmigrantes.
La población brasileña blanca está distribuida por todo el territorio brasileño, pero su mayor porcentaje se encuentra en los tres estados más meridionales, donde el 79,8% de la población afirma ser blanca en los censos, mientras que la región Sudeste tiene las mayores cifras absolutas.
Según el Censo de 2022, los estados con mayor porcentaje de ciudadanos blancos son: Río Grande del Sur (78.4%), Santa Catarina (76.3%), Paraná (64.6%) y São Paulo (57.8%). Otros estados con tasas significativas son: Mato Grosso del Sur (42.4%), Río de Janeiro (42%), Minas Gerais (41.1%) y Espírito Santo (38.6%). São Paulo tiene la mayor población en números absolutos con más 25 millones de blancos.

## Concepción de "blanco" en Brasil

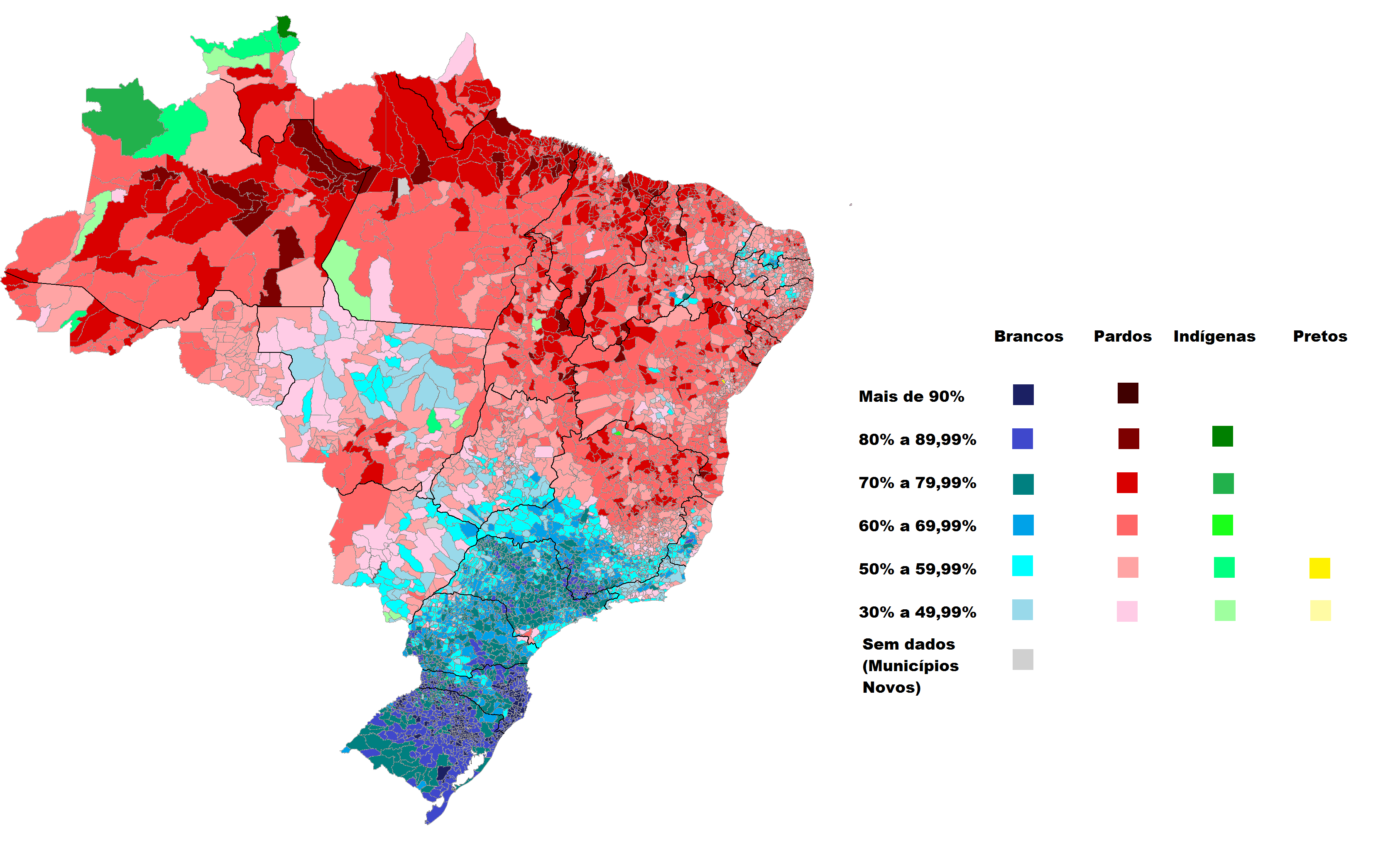
Los brancos (blancos) se encuentran en todo Brasil, pero su mayor concentración se encuentra en el sur y sureste (censo de 2010)

La concepción de "blanco" en Brasil es similar a la de otros países latinoamericanos pero diferente a la de Estados Unidos, donde históricamente sólo las personas de ascendencia totalmente o (casi totalmente) europea han sido consideradas blancas, debido a la regla de una gota.  En Brasil y en América Latina en general, esta concepción no existe. Una encuesta realizada en 2000 en Río de Janeiro concluyó que la "pureza racial" no es importante para que una persona sea clasificada como blanca en Brasil. La encuesta preguntó a los encuestados si tenían antepasados europeos, africanos o amerindios. Hasta el 52% de esos blancos informaron que tenían alguna ascendencia no europea: el 25% informó tener alguna ascendencia africana y el 14% informó tener ascendencia amerindia (el 15% de ellos informó tener ambas). Sólo el 48% de esos blancos no reportaron ninguna ascendencia no europea. Así, en Brasil, uno puede identificarse a sí mismo como "blanco" y aún tener ascendencia africana o amerindia, y esa persona no tiene ningún problema en admitir que tiene ancestros no europeos.
En el Brasil colonial, la formación de una población blanca de ascendencia europea exclusiva no fue muy común. En los primeros siglos de la colonización, casi sólo los hombres portugueses emigraron a Brasil, ya que a las mujeres portuguesas a menudo se les impedía emigrar. Dado tal desequilibrio de género, los colonos portugueses a menudo tenían relaciones con mujeres amerindias o africanas, lo que llevó a una población extremadamente mixta.
A finales del siglo XIX, cuando las ideas eugenésicas llegaron a Brasil, una severa segregación racial, similar a la de Estados Unidos o Sudáfrica, que separaba a los "blancos" de los "no blancos", se consideraba poco práctica en Brasil, ya que esto excluiría incluso a muchos miembros de la élite brasileña. Así, en Brasil, las clasificaciones raciales son más flexibles y se basan principalmente en las características físicas de una persona, como el color de la piel, el tipo de cabello y otros rasgos físicos, tendiendo a identificar como "blanca" a una persona con un color de piel más claro.
En Brasil, los prejuicios sociales relacionados con ciertos detalles de la apariencia física del individuo están muy extendidos. Esos detalles están relacionados con el concepto de "cor", que en portugués significa "color", denota el equivalente brasileño aproximado del término "raza" en español, pero se basa en una evaluación fenotípica compleja que tiene en cuenta la pigmentación de la piel, el tipo de cabello, la forma de la nariz y la forma de los labios. Este concepto, a diferencia de la noción inglesa de "raza", capta los aspectos continuos de los fenotipos. Por lo tanto, parece que no existe ninguna norma de ascendencia racial vigente en Brasil; Incluso es posible que dos hermanos pertenezcan a categorías "raciales" completamente diversas.
Un factor importante sobre la blancura en Brasil es el estigma racial de ser amerindio o negro, algo indeseable y evitado por una gran parte de la población. El racismo científico influyó en gran medida en las relaciones raciales en Brasil desde finales del siglo XIX. La población predominantemente no blanca, en su mayoría afrobrasileña, fue vista como un problema para Brasil a los ojos de la élite predominantemente blanca del país. A diferencia de algunos países, como Estados Unidos o Sudáfrica, que intentaron evitar el mestizaje, imponiendo incluso leyes contra el mestizaje , en Brasil el mestizaje siempre fue legal. Lo que se esperaba era que el mestizaje acabaría convirtiendo a todos los brasileños en blancos. Sin embargo, el censo más reciente de 2010 mostró un cambio de mentalidad, con un número creciente de brasileños identificándose como morenos o negros, acompañado de una disminución en el porcentaje de blancos, con acciones afirmativas y valorización de la identidad.
Como resultado de ese deseo de blanquear a su propia población, las clases dominantes brasileñas alentaron la llegada de una inmigración europea masiva al país. En la década de 1890, 1,2 millones de inmigrantes europeos se sumaron a los 5 millones de blancos del país. Hoy en día, las áreas brasileñas con mayores proporciones de blancos tienden a haber sido destinos de inmigración europea masiva entre 1880 y 1930.
Los siguientes son los resultados de los diferentes censos brasileños, desde 1872:
| Año  | Blancos    | Blancos | Pardos (mixtos) | Pardos (mixtos) | Pretos (negros) | Pretos (negros) | Indígena  | Indígena | Amarelos  | Amarelos | Otros     | Otros | Población total |
| ---- | ---------- | ------- | --------------- | --------------- | --------------- | --------------- | --------- | -------- | --------- | -------- | --------- | ----- | --------------- |
| 1872 | 3.787.289  | 38,14%  | 3.801.782       | 38,28%          | 1.954.452       | 19,68%          | 386.955   | 3,90%    |           |          |           |       | 9.930.478       |
| 1890 | 6.302.198  | 43,97%  | 4.638.496       | 32,36%          | 2.097.426       | 14,63%          | 1.295.795 | 9,04%    |           |          |           |       | 14.333.915      |
| 1940 | 26.171.778 | 63,47%  | 8.744.365       | 21,21%          | 6.035.869       | 14,64%          |           |          | 242.320   | 0,59%    | 41.983    | 0,10% | 41.236.315      |
| 1950 | 32.027.661 | 61,66%  | 13.786.742      | 26,54%          | 5.692.657       | 10,96%          |           |          | 329.082   | 0,63%    | 108.255   | 0,21% | 51.944.397      |
| 1960 | 42.838.639 | 61,03%  | 20.706.431      | 29,50%          | 6.116.848       | 8,71%           |           |          | 482,848   | 0,69%    | 46.604    | 0,07% | 70.191.370      |
| 1980 | 64.540.467 | 54,23%  | 46.233.531      | 38,85%          | 7.046.906       | 5,92%           |           |          | 672,251   | 0,56%    | 517,897   | 0,44% | 119.011.052     |
| 1991 | 75.704.927 | 51,56%  | 62.316.064      | 42,45%          | 7.335.136       | 5,00%           | 294.135   | 0,20%    | 630.656   | 0,43%    | 534.878   | 0,36% | 146.815.796     |
| 2000 | 91.298.042 | 53,74%  | 65.318.092      | 38,45%          | 10.554.336      | 6,21%           | 734,127   | 0,43%    | 761,583   | 0,45%    | 1.206.675 | 0,71% | 169.872.856     |
| 2010 | 91.051.646 | 47,73%  | 82.277.333      | 43,13%          | 14.517.961      | 7,61%           | 817.963   | 0,43%    | 2.084.288 | 1,09%    | 6.608     | 0,00% | 190.755.799     |
| 2022 | 88.252.121 | 43,46%  | 92.083.286      | 45,34%          | 20.656.458      | 10,17%          | 1.227.642 | 0,60%    | 850.130   | 0,42%    |           |       | 203.080.756     |

Notas
1. ↑  Los censos de 1900, 1920 y 1970 no contaron a las personas por "raza"
2. ↑  En el censo de 1872, las personas se contaban según la autodeclaración, excepto los esclavos, que eran clasificados por sus dueños.
3. ↑  En el censo de 1940, se preguntó a las personas por su "color o raza"; si la respuesta no era "blanca", "negra" o "amarilla", se pedía a los entrevistadores que rellenaran el cuadro "color o raza" con una barra.
4. ↑  En el censo de 1950, la categoría "pardo" se incluía sola. Los amerindios eran contados como "pardos".
5. ↑  El censo de 1960 adoptó un sistema similar, incluyendo nuevamente explícitamente a los amerindios como "pardos".

## Distribución
Los estados brasileños con mayores porcentajes de blancos son los tres ubicados en el sur del país: Santa Catarina, Rio Grande do Sul y Paraná. Estos estados, junto con São Paulo, recibieron una importante afluencia de inmigrantes europeos en el período de la Gran Inmigración (1876-1914).

Distribución de la población brasileña blanca a lo largo del tiempo
2000
2010
2022

Los siguientes son los resultados de los censos brasileños de 2010 y 2022, por unidad federativa:
| Unidades federales  | Población blanca 2010 (%) | Población blanca 2022 (%) | +/-    |
| ------------------- | ------------------------- | ------------------------- | ------ |
| Rio Grande do Sul   | 83,22%                    | 78,42%                    | -4,80% |
| Santa Catarina      | 83,97%                    | 76,28%                    | -7,69% |
| Paraná              | 70,32%                    | 64,57%                    | -5,75% |
| São Paulo           | 63,91%                    | 57,78%                    | -6,13% |
| Mato Grosso do Sul  | 47,29%                    | 42,38%                    | -4,91% |
| Río de Janeiro      | 47,42%                    | 41,98%                    | -5,44% |
| Minas Gerais        | 45,39%                    | 41,08%                    | -4,31% |
| Distrito Federal    | 42,19%                    | 39,98%                    | -2,21% |
| Rio Grande do Norte | 41,15%                    | 39,49%                    | -1,66% |
| Espírito Santo      | 42,15%                    | 38,59%                    | -3,56% |
| Goiás               | 41,68%                    | 36,24%                    | -5,44% |
| Paraíba             | 39,80%                    | 35,72%                    | -4,08% |
| Pernambuco          | 36,67%                    | 33,60%                    | -3,07% |
| Mato Grosso         | 37,47%                    | 32,30%                    | -5,17% |
| Rondonia            | 34,98%                    | 30,74%                    | -4,24% |
| Alagoas             | 31,61%                    | 29,27%                    | -5,17% |
| Ceará               | 32,00%                    | 27,93%                    | -4,07% |
| Sergipe             | 28,21%                    | 25,20%                    | -3,01% |
| Tocantins           | 24,96%                    | 23,20%                    | -1,76% |
| Piauí               | 24,35%                    | 22,63%                    | -1,72% |
| Acre                | 23,85%                    | 21,44%                    | -2,41% |
| Amapá               | 23,97%                    | 21,40%                    | -2,57% |
| Roraima             | 20,92%                    | 20,62%                    | -0,30% |
| Maranhão            | 22,13%                    | 20,10%                    | -2,03% |
| Bahía               | 22,19%                    | 19,61%                    | -2,58% |
| Pará                | 21,81%                    | 19,34%                    | -2,47% |
| Amazonas            | 21,24%                    | 18,39%                    | -2,85% |
| Brasil              | 47,73%                    | 43,46%                    | -4,27% |

## Historia

### Colonización portuguesa

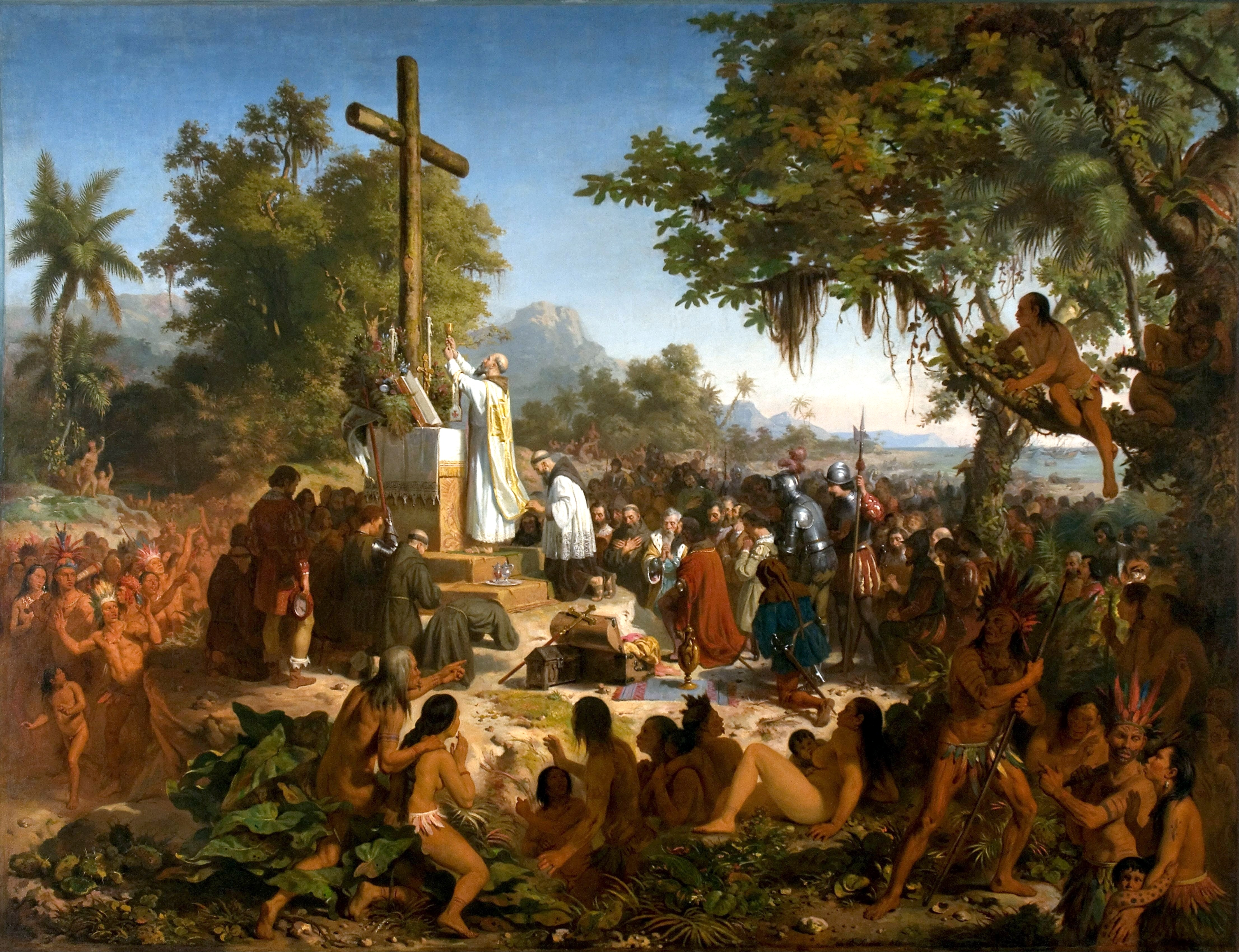
La Primera Misa en Brasil, celebrada por colonos portugueses en Bahía.

Brasil recibió más colonos europeos durante su era colonial que cualquier otro país de América. Entre 1500 y 1760, alrededor de 700.000 europeos emigraron a Brasil.
En los dos primeros siglos de la colonización (siglos XVI y XVII), se estima que no más de 100.000 portugueses emigraron a Brasil. Se trataba de inmigrantes más acomodados, que se instalaron principalmente en las capitanías de Pernambuco y Bahía, para explorar la producción de azúcar, que era la actividad más rentable de la colonia en aquella época. A finales del siglo XVI, la población blanca (la gran mayoría portuguesa) era de más de 30.000 personas, concentradas principalmente en las capitanías de Pernambuco, Bahía y São Vicente. El proceso de colonización continuó durante todo el siglo XVII y, a finales de siglo, la población blanca era de casi 100.000 personas.
Es de destacar que la mayoría de los colonos portugueses llegaron a Brasil en el siglo XVIII: 600.000 en un período de sólo sesenta años. Inicialmente poco atractivo durante los dos primeros siglos de la colonización, ya que concentraba la producción de azúcar, que requería altas inversiones, a finales del siglo XVII y principios del XVIII, debido a la retirada del Imperio portugués en Asia y los descubrimientos de oro en la región brasileña de Minas Gerais, se dieron condiciones más favorables para la llegada de inmigrantes portugueses a Brasil. No hubo necesidad de grandes inversiones para la actividad minera. La minería en estas regiones fue un factor crucial en la llegada de este contingente de inmigrantes portugueses.
Una característica de la colonización portuguesa es que fue predominantemente masculina. La inmigración portuguesa a Brasil en los siglos XVI y XVII estuvo compuesta casi exclusivamente por hombres. El típico colono portugués en Brasil era un joven de unos veinte años o veintitantos años, procedente de las provincias del norte de Portugal, sobre todo Minho y Trás-os-Montes e Alto Douro, o de las islas del Atlántico. Las mujeres blancas en edad de casarse eran raras en todo el Imperio marítimo portugués. Las pocas familias portuguesas que emigraron a Brasil tendieron a permanecer en la costa y rara vez penetraron en el interior. La situación cambió ligeramente en el siglo XVIII, cuando aumentó la migración de familias y mujeres de las islas Azores y Madeira.
Además del hecho de que las mujeres portuguesas casaderas que llegaban a Brasil eran raras, las pocas mujeres blancas que quedaban a menudo permanecían célibes, ya que era tradición entre las familias blancas aristocráticas o más ricas enviar a sus hijas a conventos católicos, donde seguirían una religión vida religiosa. Dada esta ausencia de mujeres blancas disponibles para casarse, era inevitable que los colonos portugueses tomaran como amante a una mujer de origen africano o indígena. La preocupación de la Corona portuguesa por la escasez de matrimonios entre blancos en la colonia se hizo evidente en 1732, cuando Juan V de Portugal prohibió a las mujeres salir de Brasil, con algunas excepciones. Para frenar el mestizaje, en un real decreto de 1726, el rey exigió que todos los candidatos a cargos en los concejos municipales de Minas Gerais debían ser blancos y maridos o viudos de mujeres blancas. Sin embargo, medidas restrictivas como ésta no podrían restringir la tendencia natural al mestizaje en el Brasil colonial.
Así, la población "blanca" del Brasil colonial no se formó por la multiplicación de familias europeas en la colonia, como ocurrió, por ejemplo, en los Estados Unidos, sino muchas veces por el mestizaje entre hombres europeos y mujeres africanas o indígenas, dando lugar a a una población definida como "blanca", pero que era, en mayor o menor grado, de herencia mestiza. Esta población, de habla portuguesa y completamente integrada en la cultura "neobrasileña", ayudó a los colonizadores portugueses a imponer sus características dominantes en Brasil.

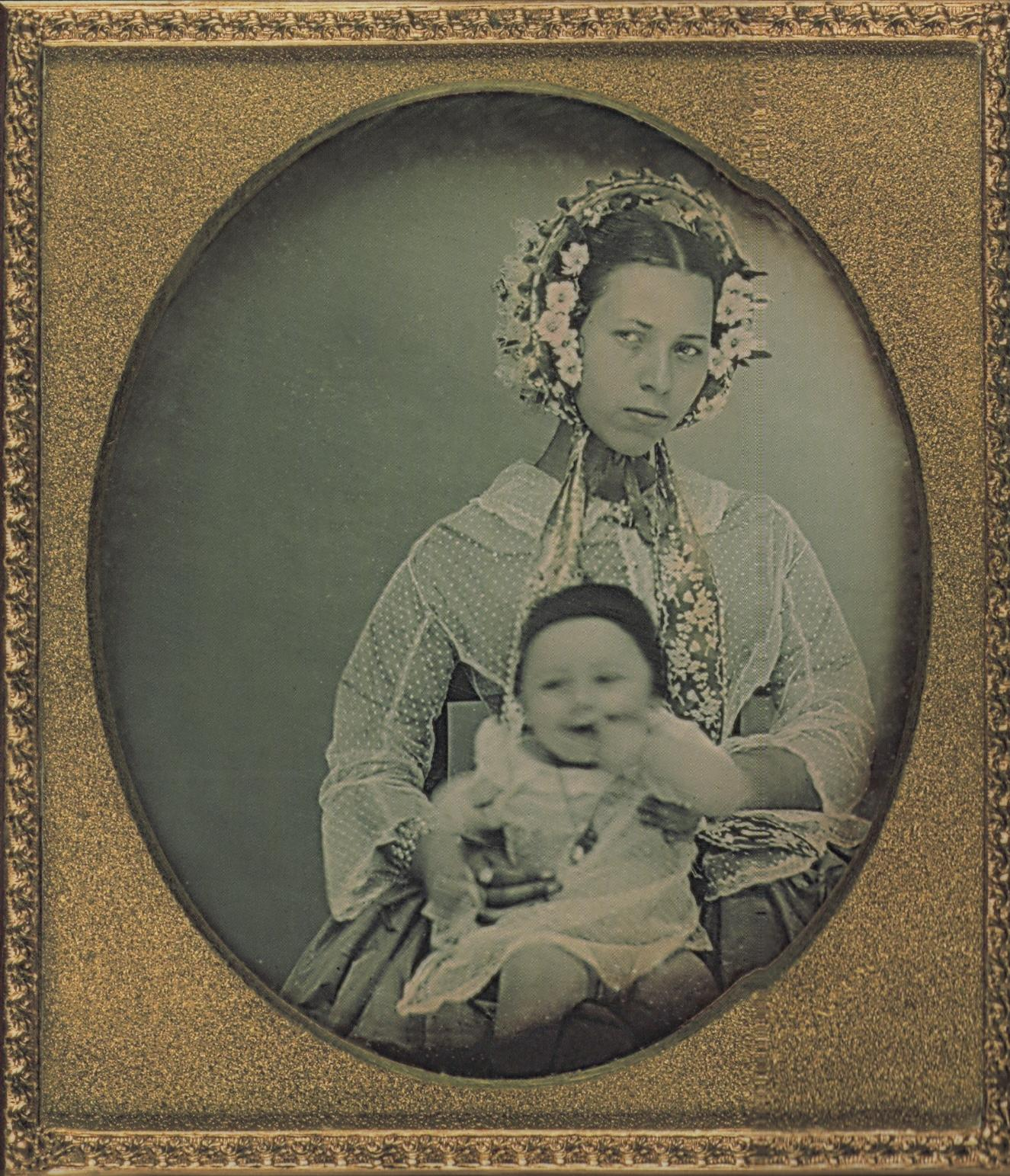
Mujer y bebé no identificados en Río de Janeiro, 1855
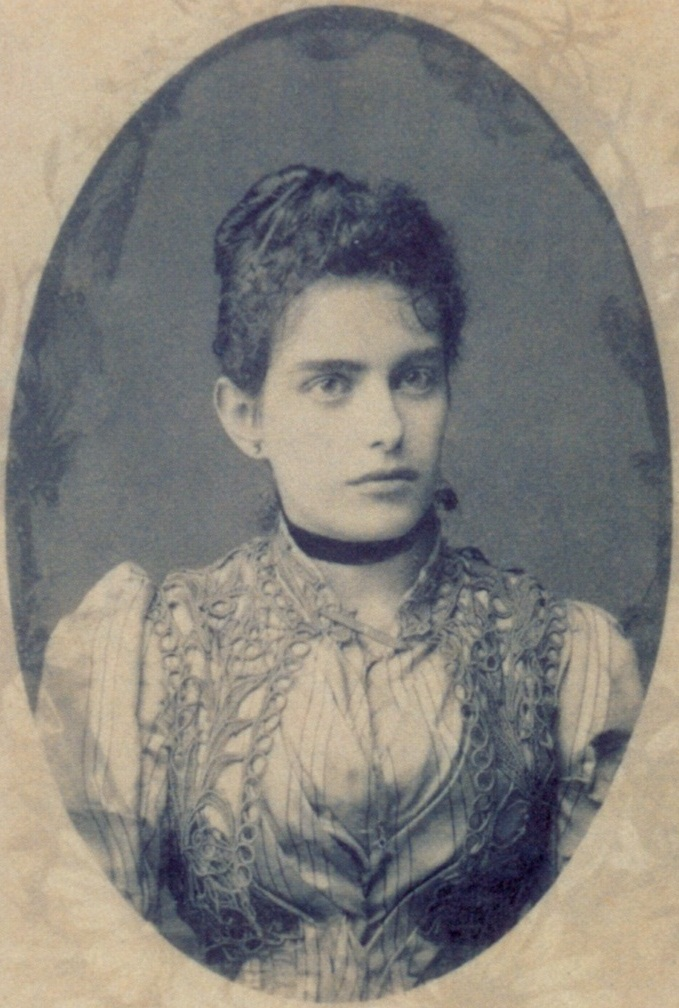
Retrato de Francisca "Chiquinha" en Río de Janeiro, 1891
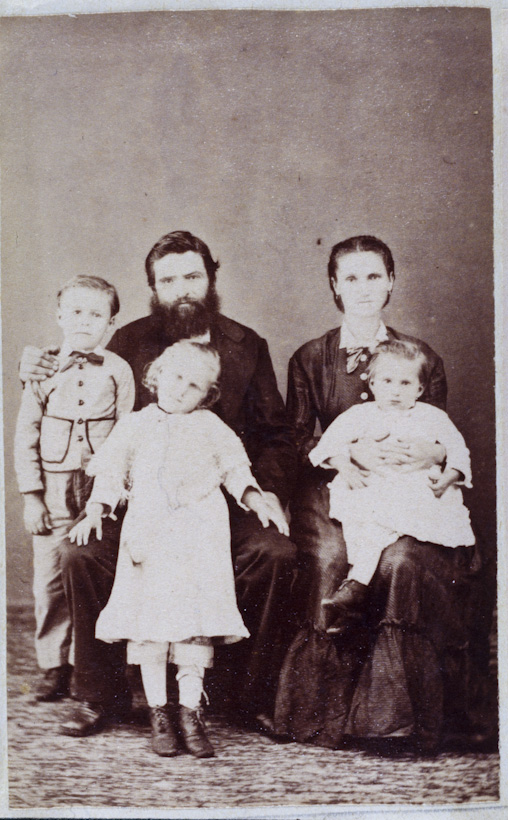
Familia brasileña desconocida, 1880
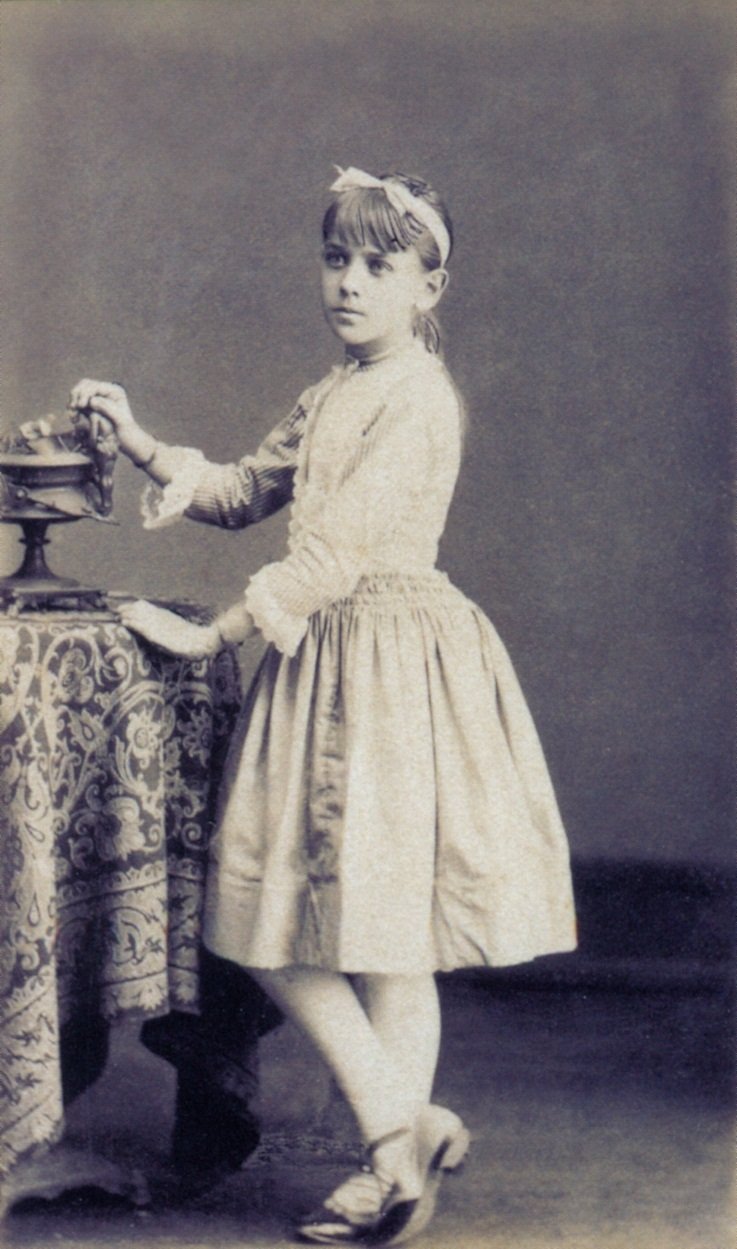
Chica brasileña desconocida, 1889
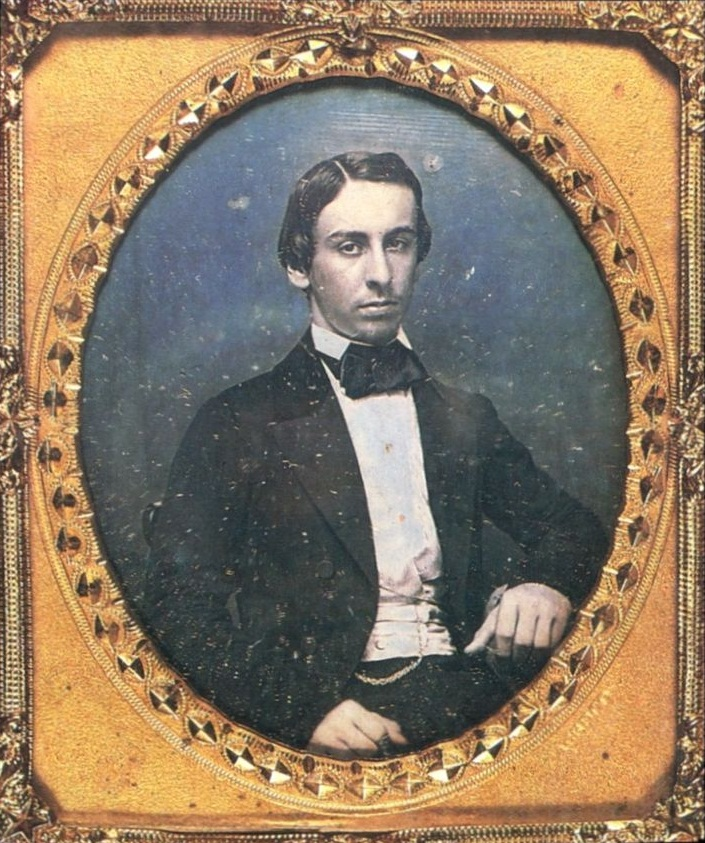
Joven brasileño desconocido, 1850
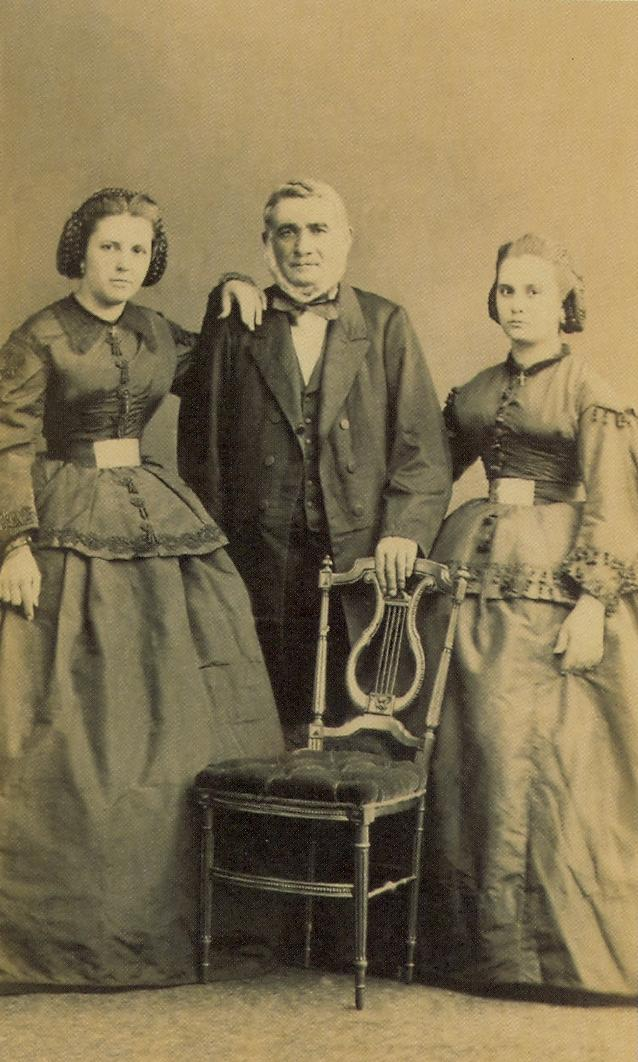
Familia brasileña desconocida, 1860
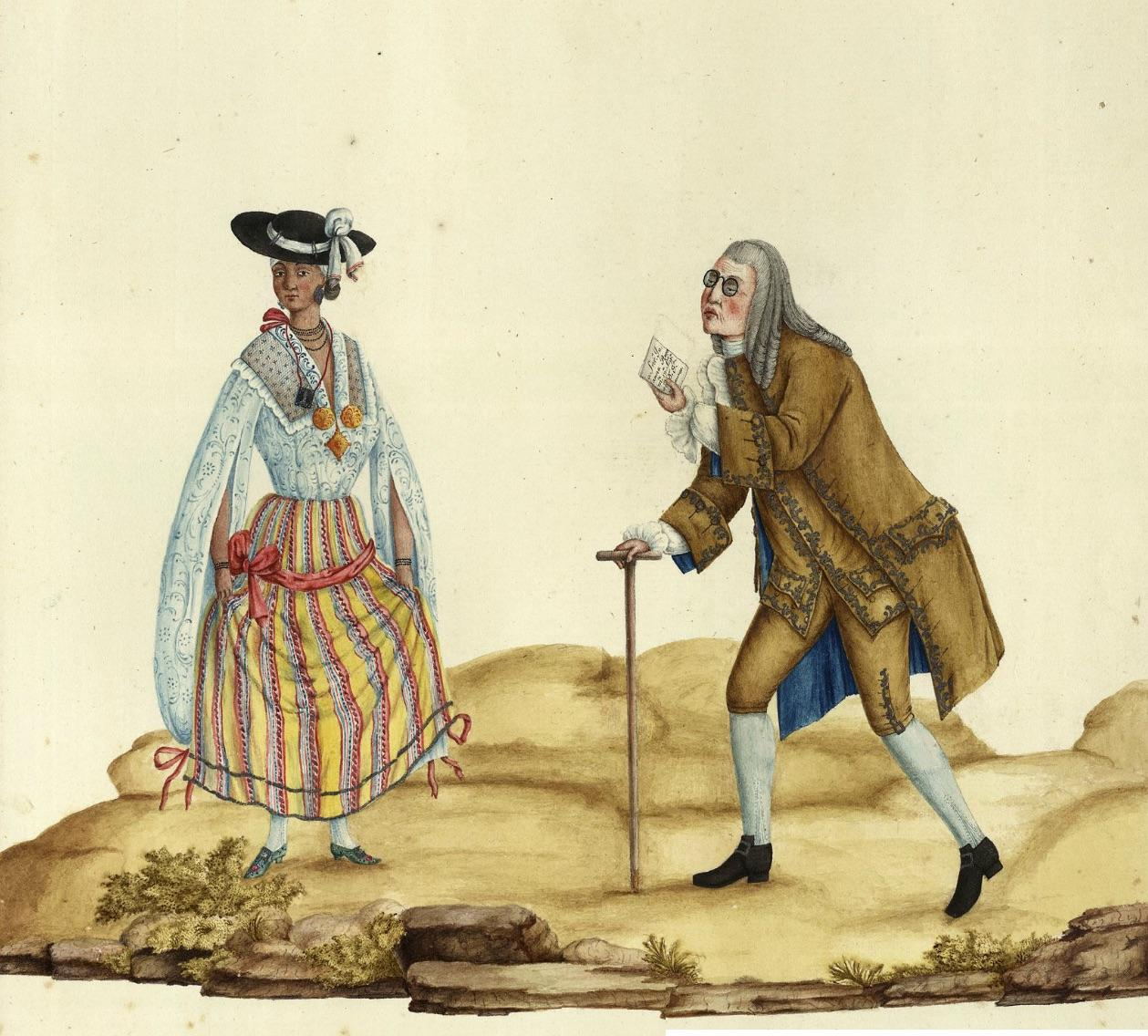
Hombre blanco entregando una carta de amor a una mujer mulata
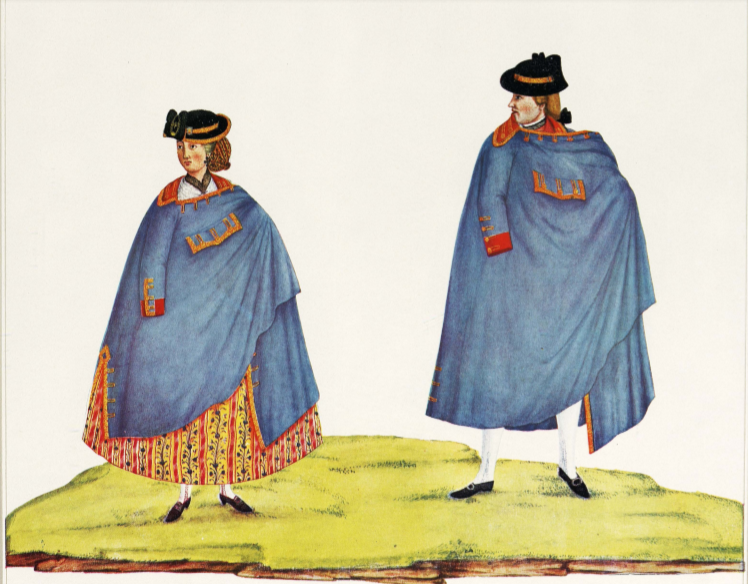
Mujer y hombre del Brasil colonial

### El impacto de la colonización portuguesa

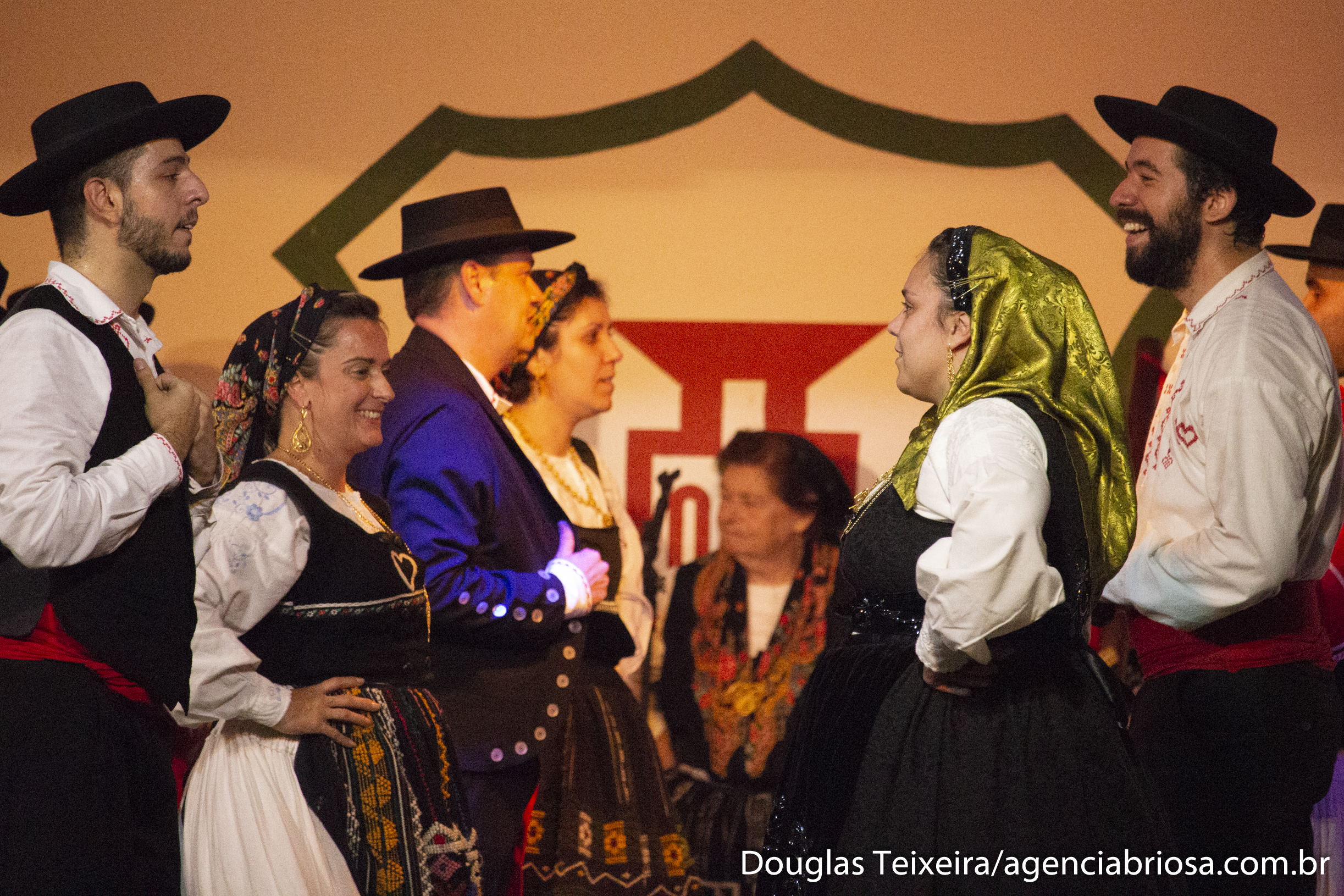
Descendientes portugueses en Santos.

Según estimaciones de la composición étnica de Brasil en 1835 (excluyendo a los pueblos indígenas), poco más de la mitad de la población brasileña era negra (51,4%), seguida de blancos (24,4%) y morenos (18,2%). Unas cuatro décadas más tarde, en el primer Censo Nacional de 1872 registró cambios significativos en la composición étnica: los negros descendieron hasta el 19,7%, mientras que los blancos aumentaron su proporción hasta el 38,1% y los morenos pasaron a ser los más numerosos, con el 42,2%.
La reducción proporcional de los negros y el aumento de los blancos y morenos, entre 1835 y 1872, poco o nada tuvo que ver con una reciente inmigración europea: entre 1822 y 1872, sólo 268.000 inmigrantes europeos entraron a Brasil, y estos inmigrantes y sus descendientes no lo hicieron. no supera el 6% de la población brasileña en 1872. Lo que explica este cambio es que los colonizadores portugueses y sus descendientes lograron reproducirse mucho más rápidamente que los africanos y sus descendientes. Durante los tres siglos de esclavitud africana en Brasil, el crecimiento de la población negra se debió básicamente a la importación de nuevos esclavos desde África, dado que la reproducción natural de los esclavos era muy lenta e incluso poco estimulada (era más económico comprar nuevos esclavos). esclavos que cuidar de niños esclavos). Además, la esperanza de vida de los esclavos en Brasil era muy baja. En palabras de Augustin Saint-Hilaire: "Una infinidad de negros murieron sin dejar descendencia". En 1850, con la prohibición de la entrada de nuevos esclavos a Brasil, el crecimiento proporcional de la población negra no sólo se estancó, sino que disminuyó sustancialmente, como se puede ver.

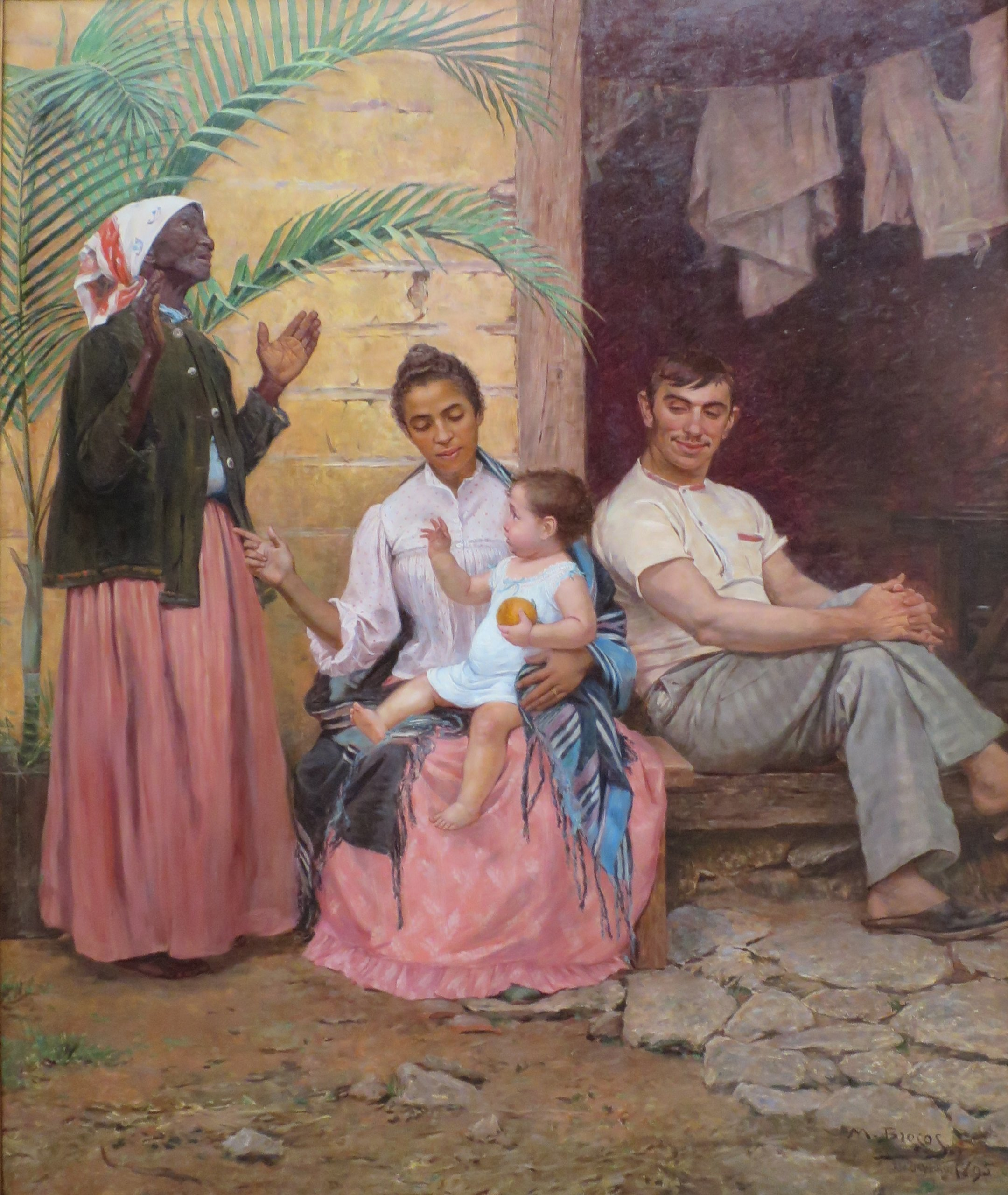
Pintura La Redención de Jamón del artista gallego Modesto Brocos, que muestra una familia brasileña cada generación volviéndose "más blanca" (abuela negra, madre mulata, padre blanco y bebé blanco), 1895.

Por otra parte, los portugueses y sus descendientes lograron aumentar su número, año tras año, no por la entrada de nuevos inmigrantes, sino por su notable capacidad reproductiva, particularmente a través del mestizaje con mujeres indígenas y negras, lo que explica el continuo crecimiento de “blancos” y principalmente de “gente morena” en el siglo XIX. Los estudios genéticos muestran que, incluso en las regiones brasileñas que recibieron poca o prácticamente ninguna inmigración europea después de la independencia de Portugal (como el norte y el noreste), la ascendencia genética europea predomina en la población. La ascendencia europea es mayor que la africana o amerindia en todas las regiones de Brasil.
Esto no significa que la mayoría de la población de estas regiones sea "blanca"; por el contrario, debido al alto grado de mestizaje entre europeos, africanos y amerindios, en las regiones Norte y Nordeste de Brasil sólo una minoría es blanca, y la mayoría se identifica como “morena” en los censos; sin embargo, la composición genética de estas regiones, con predominio de ascendencia europea, particularmente portuguesa, pone de relieve el legado genético heredado de la colonización portuguesa y el complejo mestizaje que se produjo en aquel entonces.

### Presencia no portuguesa en el Brasil colonial
Antes del siglo XIX, los franceses invadieron dos veces y establecieron asentamientos breves y menores (Río de Janeiro, 1555–60; Maranhão, 1612–15). En 1630, los holandeses hicieron el intento más importante de arrebatar Brasil del control portugués. En ese momento, Portugal estaba en una unión dinástica con España, y la hostilidad holandesa contra España se transfirió a Portugal. Los holandeses pudieron controlar la mayor parte del noreste brasileño, entonces la parte más dinámica de Brasil, durante aproximadamente un cuarto de siglo, pero no pudieron cambiar la composición étnica de la población colonizadora, que seguía siendo abrumadoramente portuguesa por origen y cultura. Los judíos sefardíes de origen portugués se trasladaron de Ámsterdam a Nueva Holanda; pero en 1654, cuando los portugueses recuperaron el control de Brasil, la mayoría de ellos fueron expulsados, así como la mayoría de los colonos holandeses. Un grupo de judíos holandeses y portugueses se trasladaron luego a América del Norte, formando una comunidad judía en Nueva Ámsterdam, la actual ciudad de Nueva York, mientras que algunos de los colonos holandeses se establecieron en las tierras altas de la campiña de Pernambuco conocida como la meseta de Borborema, una región que forma parte del ecosistema conocido como agreste entre la zona de bosque costero da mata y el sertão semiárido en el Nordeste.
Aparte de estos intentos militares, un número muy pequeño de personas no portuguesas parece haber logrado ingresar a Brasil desde países europeos distintos de Portugal.
Sin embargo, en las zonas del sur de Brasil disputadas entre Portugal y España, los colonos españoles contribuyeron en gran medida a la formación étnica de la población local, denominada Gaúchos. Una investigación genética realizada por la FAPESP (Fundação de Amparo à Pesquisa do Estado de São Paulo) sobre gaúchos de Bagé y Alegrete, en Rio Grande do Sul, sur de Brasil, reveló que descienden en su mayoría de ancestros portugueses y españoles, con un 52% de ellos tienen ADNmt amerindio (similar al encontrado en personas que viven en la zona de la selva amazónica, y significativamente superior al promedio nacional, 33%, entre los blancos brasileños) y 11% ADNmt africano. Otro estudio también concluyó que para la formación del Gaúcho hubo predominio de íberos, particularmente españoles. Para evaluar la extensión de la diversidad genética gaucha de los gauchos y recuperar parte de su historia, se realizó un estudio con 547 individuos, de los cuales 278 eran nativos americanos (guaraníes y kaingang) y 269 mestizos del estado de Rio Grande do Sul. , se llevó a cabo. El hallazgo genético coincide con la explicación del sociólogo Darcy Ribeiro sobre la formación étnica de los gauchos brasileños: son en su mayoría resultado del mestizaje de varones españoles y portugueses con mujeres amerindias.

### Inmigración europea masiva

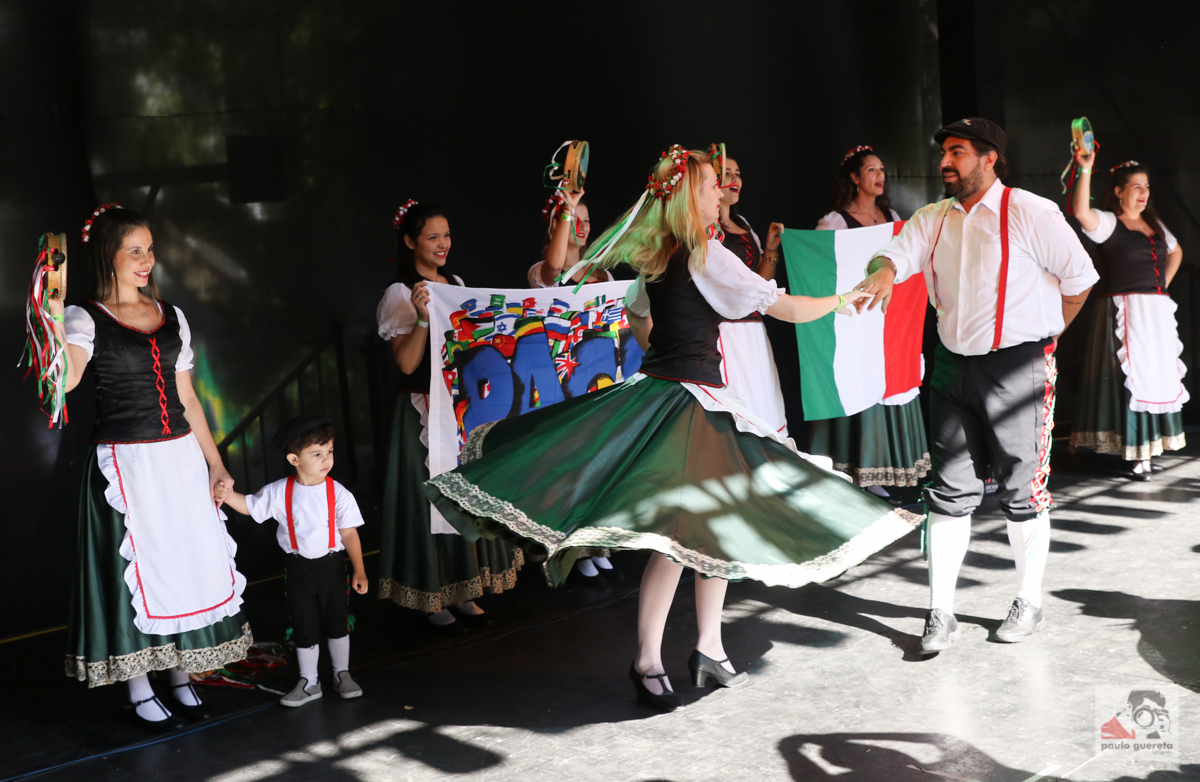
Descendientes de italianos en São Paulo.

El principal grupo de inmigrantes que llegó a Brasil a partir de finales del siglo XIX fueron los italianos, y se dirigieron principalmente a São Paulo. En los primeros tiempos predominaban los inmigrantes del norte de Italia, especialmente del Véneto, sin embargo, a finales de siglo creció la presencia del sur, especialmente de Campania y  Calabria. Los italianos, presionados por la pobreza que azotaba a Italia, se dirigieron a asentamientos rurales en el sur de Brasil, donde se convirtieron en pequeños agricultores, así como a plantaciones de café en el sureste, donde reemplazaron el trabajo esclavo. Otros, especialmente los del sur, se dirigieron directamente a los centros urbanos.
El segundo grupo principal fueron los portugueses que, sumados a la población colonizadora de los siglos anteriores, forman el grupo europeo más importante de Brasil. La fragmentación y desaparición de las pequeñas propiedades en el norte de Portugal a finales del siglo XIX estimuló una creciente emigración a Brasil, que era visto por los portugueses como una tierra de abundancia y oportunidades de enriquecimiento. De los que llegaron, la mayoría se dirigió a la ciudad de Río de Janeiro. Los jóvenes inmigrantes que llegaron apoyados por una red de solidaridad preexistente representaron entre el 8 y el 11% de los inmigrantes; los calificados o con capital para invertir en Brasil constituían alrededor del 10% del total, mientras que los inmigrantes sin ningún tipo de calificación constituían nada menos que el 80% de los portugueses que llegaron a Río a finales del siglo XIX.
El tercer grupo más numeroso procedía de España. Los españoles, a menudo olvidados por la historiografía brasileña, fueron principalmente a São Paulo, a trabajar en las plantaciones de café. Procedían principalmente del sur de España, de la región de Andalucía, aunque también fue importante el flujo procedente de Galicia.

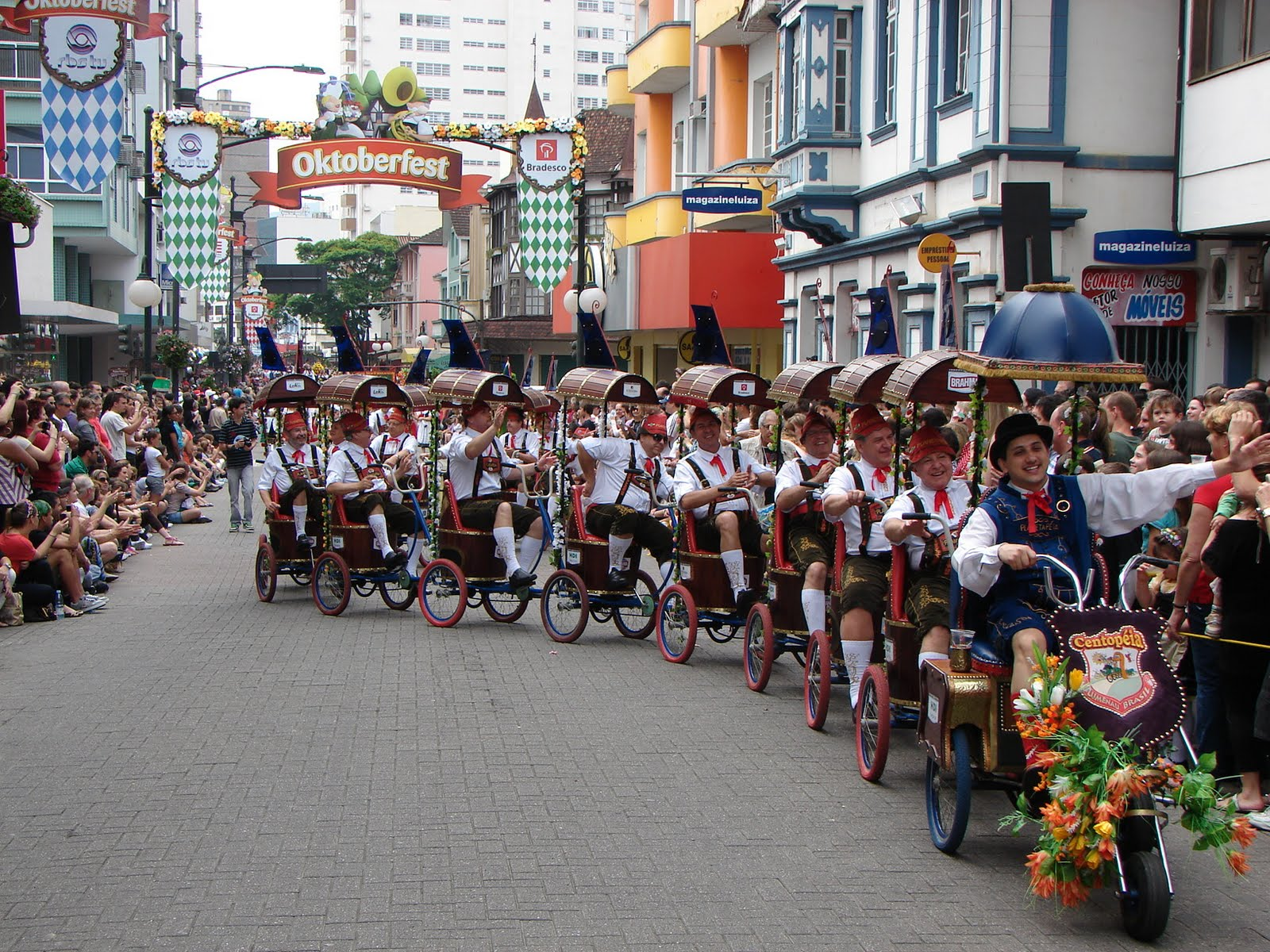
Descendientes de alemanes en Blumenau.

El cuarto grupo más relevante fueron los alemanes. La promoción de la inmigración alemana a Brasil era antigua, remontándose a 1824, con la presencia de inmigrantes que tuvieron gran importancia en la ocupación del sur de Brasil. Fundaron comunidades rurales, que luego se convirtieron en ciudades prósperas, como São Leopoldo, Joinville y Blumenau.
No fue hasta 1818 que los gobernantes portugueses abandonaron el principio de restringir la instalación en Brasil a los nacionales portugueses. En ese año, más de dos mil inmigrantes suizos del cantón de Friburgo llegaron para establecerse en una zona inhóspita cerca de Río de Janeiro que luego pasaría a llamarse Nueva Friburgo.

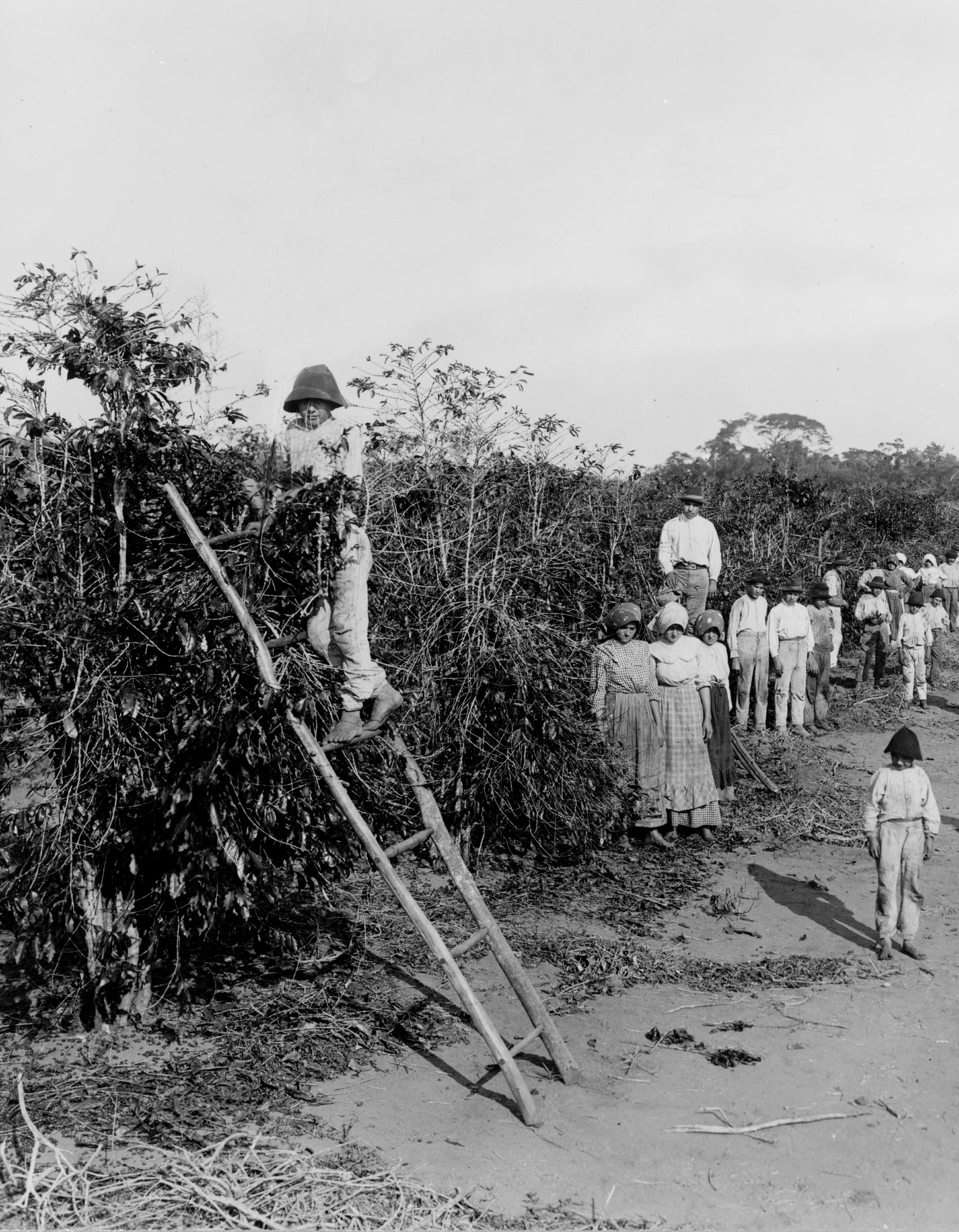
nmigrantes europeos (en su mayoría niños y descalzos) trabajando en una plantación de café en Brasil (principios del).

El fin de la trata de esclavos (1850) y la abolición de la esclavitud (1888) impulsaron al Estado brasileño a promover la inmigración europea a Brasil. La producción de café, principal producto de Brasil en ese momento, comenzó a sufrir escasez de trabajadores debido al proceso de emancipación de los esclavos. En cien años (1872-1972) llegaron a Brasil al menos 5.350.889 inmigrantes, de los cuales el 31,06% eran portugueses, el 30,32% italianos, el 13,38% españoles, el 4,63% japoneses, el 4,18% alemanes y el 16,42% de otras nacionalidades no especificadas. Estos inmigrantes se asentaron principalmente en las regiones Sur y Sudeste de Brasil.
El pensamiento científico brasileño de la época, fuertemente marcado por el positivismo, adoptó "tesis científicas" del darwinismo social y de la eugenesia para defender el "blanqueamiento" de la población como factor necesario para el desarrollo de Brasil. La elite social y política brasileña, mayoritariamente blanca, daba por sentado que el país no se desarrolló porque su población estaba compuesta en gran medida por personas negras y mestizas. La inmigración no sólo era considerada un medio para suministrar la mano de obra necesaria en los campos, o para colonizar el territorio nacional cubierto de selvas vírgenes, sino también como un medio para "mejorar" la población brasileña aumentando el número de blancos. Por lo tanto, las políticas de inmigración brasileñas estuvieron fuertemente influenciadas por la ideología de blanqueamiento racial que impregnó el imaginario social y político brasileño durante la primera mitad del siglo XX.
Las oligarquías sudamericanas, que seguían siendo predominantemente de origen europeo, creían, en sintonía con las teorías racialistas entonces difundidas en Europa, que el gran número de negros, amerindios y mestizos que constituían la mayoría de la población constituían un obstáculo para la desarrollo de sus países. Como resultado, países como Argentina , Uruguay y Brasil comenzaron a fomentar la llegada de inmigrantes europeos, con el fin de hacer crecer la población blanca y diluir la sangre africana y amerindia en su población. Argentina incluso tiene un artículo en su Constitución que prohibía cualquier intento de impedir el ingreso de inmigrantes europeos al país. En el caso de Brasil, los inmigrantes comenzaron a llegar en grandes cantidades durante la década de 1880. De 1886 a 1900 llegaron casi 1,4 millones de europeos, de los cuales más de 900.000 eran italianos. Durante este período de 14 años, Brasil recibió más europeos que durante los más de 300 años de colonización.
La inmigración europea masiva a Brasil comenzó recién en la segunda mitad del siglo XIX, de 1850 a 1970 llegaron más de 5 millones de europeos, por tres razones principales:
- "Blanquear" Brasil, ya que los elementos amerindios y africanos eran muy fuertes en la población, hecho que fue considerado un problema por la élite local, que consideraba inferiores a estas razas. Traer inmigrantes europeos se consideró una forma de "mejorar" la composición racial de la población local;

- Poblar zonas inhóspitas de Brasil, principalmente las provincias del Sur;

- Para reemplazar la mano de obra africana, ya que la trata de esclavos en el Atlántico fue efectivamente suprimida en 1850 y las plantaciones de café se estaban extendiendo en la región de São Paulo.

Los productores de café brasileños, temerosos de la crisis de la fuerza laboral, comenzaron a presionar al Poder Legislativo para facilitar el ingreso de trabajadores extranjeros para insertarse como mano de obra en los cafetales. Para ello, se aplicaron leyes para facilitar la entrada de inmigrantes y el gobierno brasileño comenzó a gastar dinero público en pagar el paso de inmigrantes procedentes de Europa. El estado de São Paulo, en la primera década del Régimen Republicano, destinó alrededor del 9% de sus ingresos a cubrir gastos de promoción de la inmigración.
Los inmigrantes europeos fueron traídos a Brasil principalmente para reemplazar el trabajo esclavo en las plantaciones de café. Los terratenientes brasileños, que estaban acostumbrados a tratar con esclavos, comenzaron a tratar con trabajadores europeos libres y remunerados. Estos inmigrantes fueron a menudo maltratados por los agricultores brasileños y sometidos a condiciones de semiesclavitud. Las condiciones eran tan duras que, en 1902, el gobierno italiano emitió el Decreto Prinetti, que restringía la emigración de ciudadanos italianos a Brasil, prohibiendo los subsidios de viaje.  En 1910, España prohibió la inmigración subvencionada a Brasil, después de quejas de que los ciudadanos españoles vivían en condiciones de semiesclavitud en las plantaciones de café de Brasil.

### Impacto de la inmigración masiva

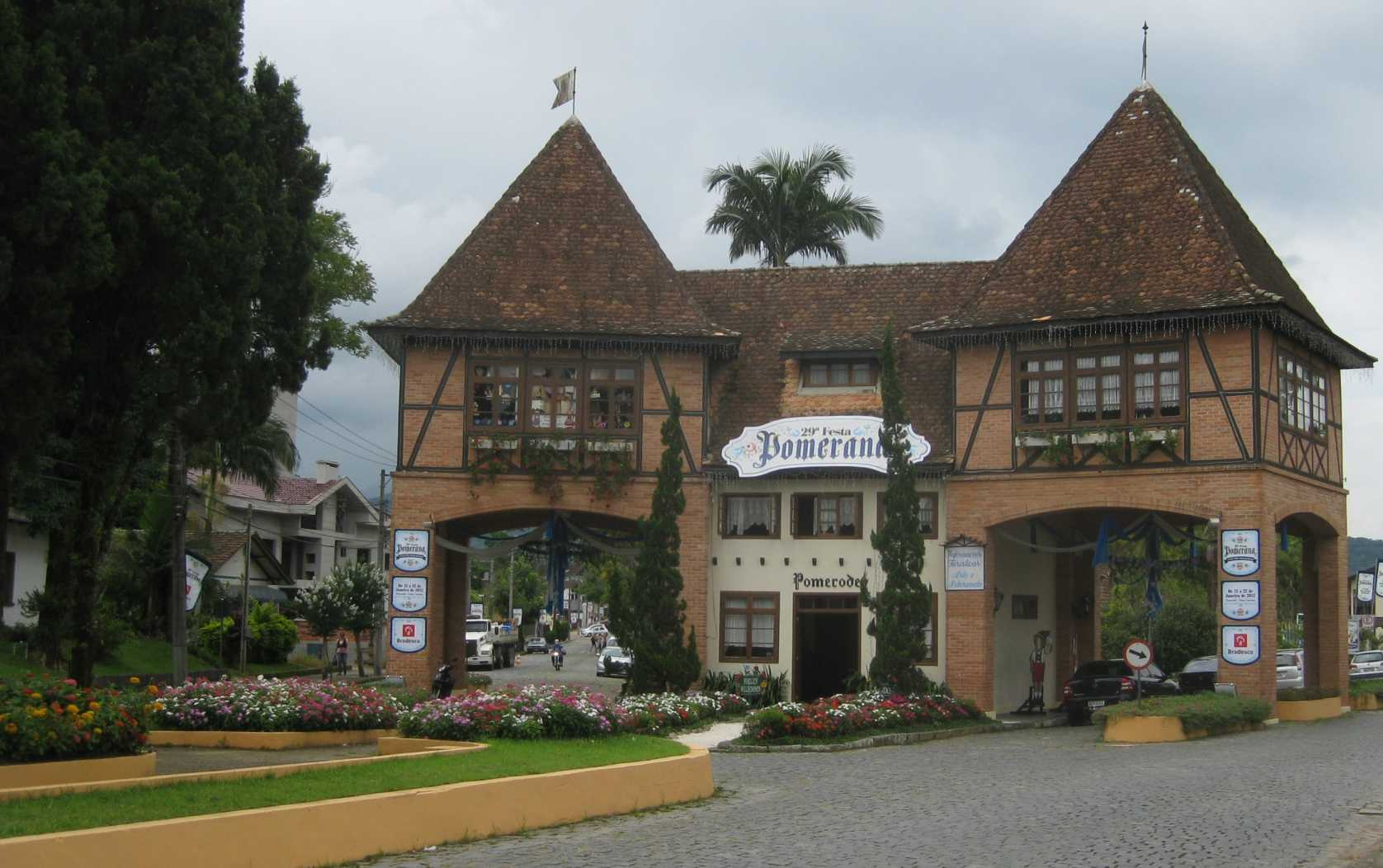
Arquitectura alemana en la ciudad de Pomerode, estado de Santa Catarina, donde aún se habla el idioma alemán.

La inmigración de millones de europeos a Brasil, entre finales del siglo XIX y principios del siglo XX, contribuyó a traer mayor diversidad a la población brasileña. Se estima que alrededor del 20% de la población brasileña desciende de personas que inmigraron al país en ese período, y, en ciertas regiones del Sur y Sudeste, este porcentaje es mucho mayor. En las regiones donde se concentraron más, estos inmigrantes crearon paisajes europeizados y legaron una población predominantemente "blanca", creando un panorama humano diferente de la relativa uniformidad luso-brasileña del país, pero donde es posible distinguir la sub -zonas donde se concentraba cada grupo étnico, ya fuera alemán, italiano, polaco o ruso.
El proceso de aculturación de estos inmigrantes en la sociedad brasileña fue muy variable de una nacionalidad a otra. portugueses, italianos y españoles se asimilaron más fácilmente; Rusos, polacos y austriacos ocuparon una posición intermedia, mientras que los alemanes se mostraron más resistentes.
No se puede subestimar la influencia del entorno: los inmigrantes que iban a fincas cafetaleras o centros urbanos se asimilaron más fácilmente, ya que hubo contacto diario con los brasileños, generando intereses comunes, amistades y matrimonios mixtos. En estas regiones, la lengua portuguesa suplantó rápidamente a las lenguas de los inmigrantes, facilitando su proceso de aculturación.
A su vez, los inmigrantes que fueron a los asentamientos rurales (colonias) fueron agrupados en grupos aislados, manteniendo poco contacto con el resto de la sociedad brasileña, lo que permitió el mantenimiento de la lengua y la identidad étnica por generaciones. Hasta la década de 1940, en las colonias, pocos descendientes de inmigrantes sabían hablar portugués, aunque algunos de ellos vivían en Brasil desde hacía generaciones. El gran golpe vino con la campaña de nacionalización, implementada durante la dictadura de Getúlio Vargas, a partir de 1937. El gobierno brasileño pasó a ver las colonias de inmigrantes como un “problema nacional”, que amenazaba la uniformidad de la identidad brasileña, y sus habitantes estaban sujetos a una gran represión. Vargas ordenó el cierre de todas las escuelas asociadas con culturas extranjeras, obligando a todas las escuelas a enseñar exclusivamente en portugués, y se prohibió en Brasil el uso de lenguas extranjeras, incluso oralmente, en público o en privado, y se arrestó y golpeó a personas.
Incluso con la represión de la dictadura de Vargas Estado Novo, todavía sobreviven lenguas minoritarias de origen europeo en ciertas comunidades concentradas en el sur de Brasil, principalmente de origen alemán, italiano y eslavo. Sin embargo, su uso ha ido disminuyendo en las últimas generaciones. La ruptura con el aislamiento de estas comunidades, con la mejora de carreteras e infraestructuras, la necesidad de aprender portugués para acceder al mercado laboral, así como la difusión de los medios de comunicación (prensa, radio, televisión, internet), ha llevado a la creciente uso de la lengua portuguesa en estas comunidades.

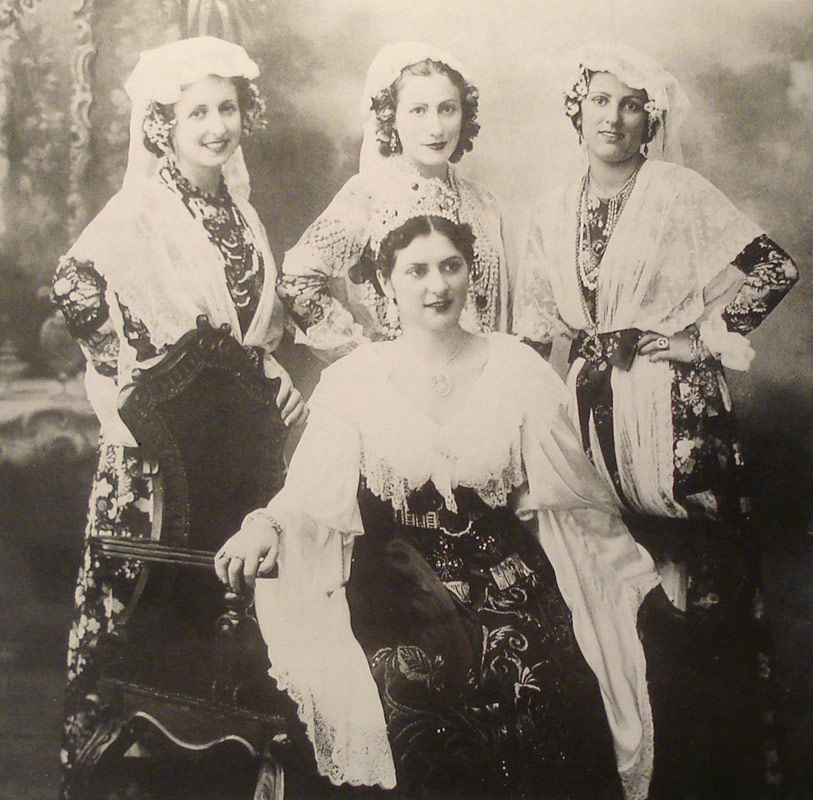
Chicas italianas brasileñas en Caxias do Sul, 1934.
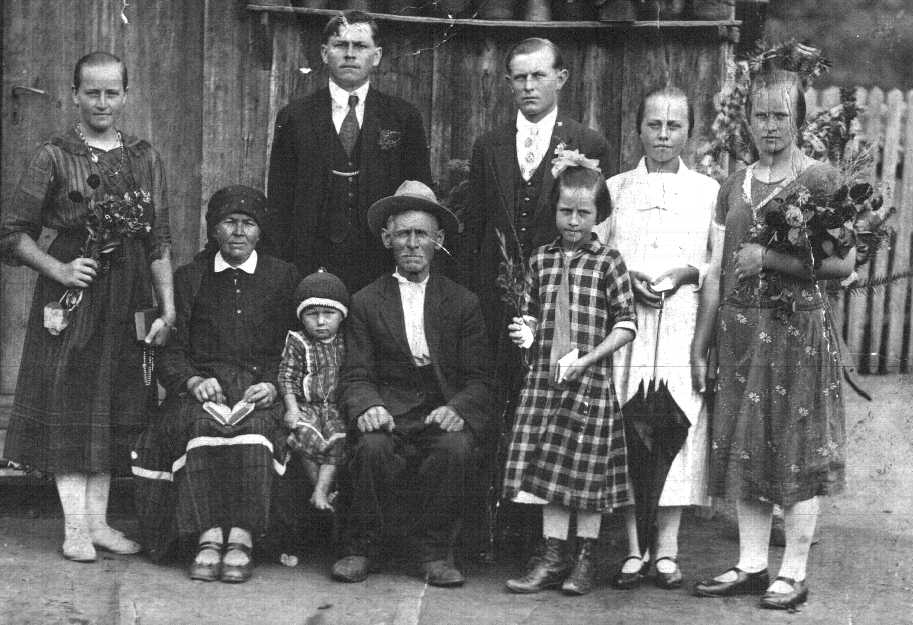
Familia ucraniana en Brasil, 1891.
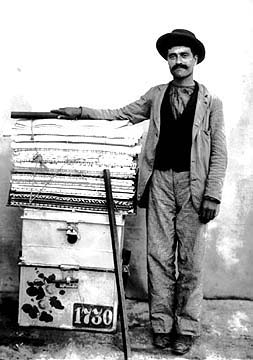
Inmigrante portugués en Río de Janeiro, 1895.
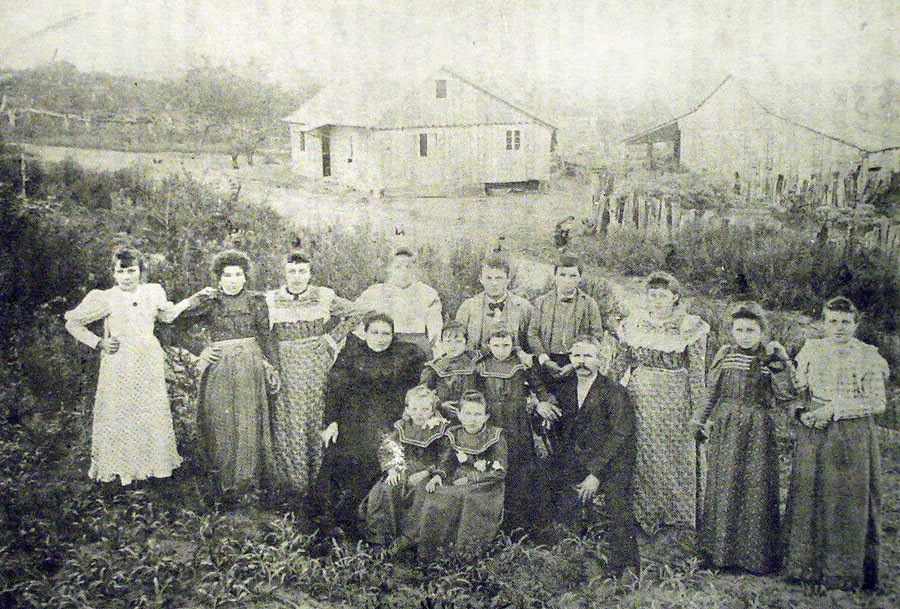
Familia italiana en el Sur de Brasil , 1901.
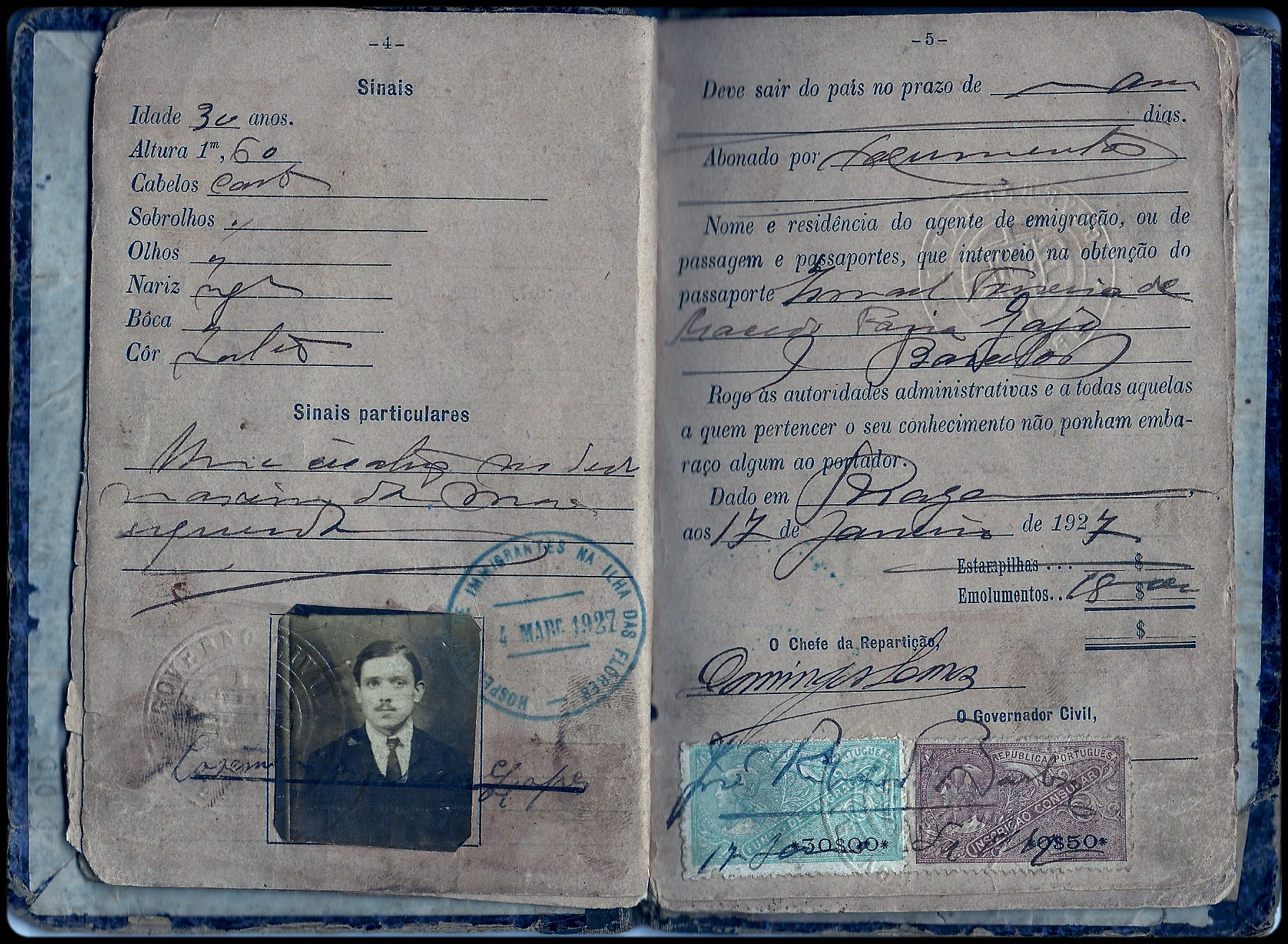
Pasaporte de un inmigrante portugués, 1927.
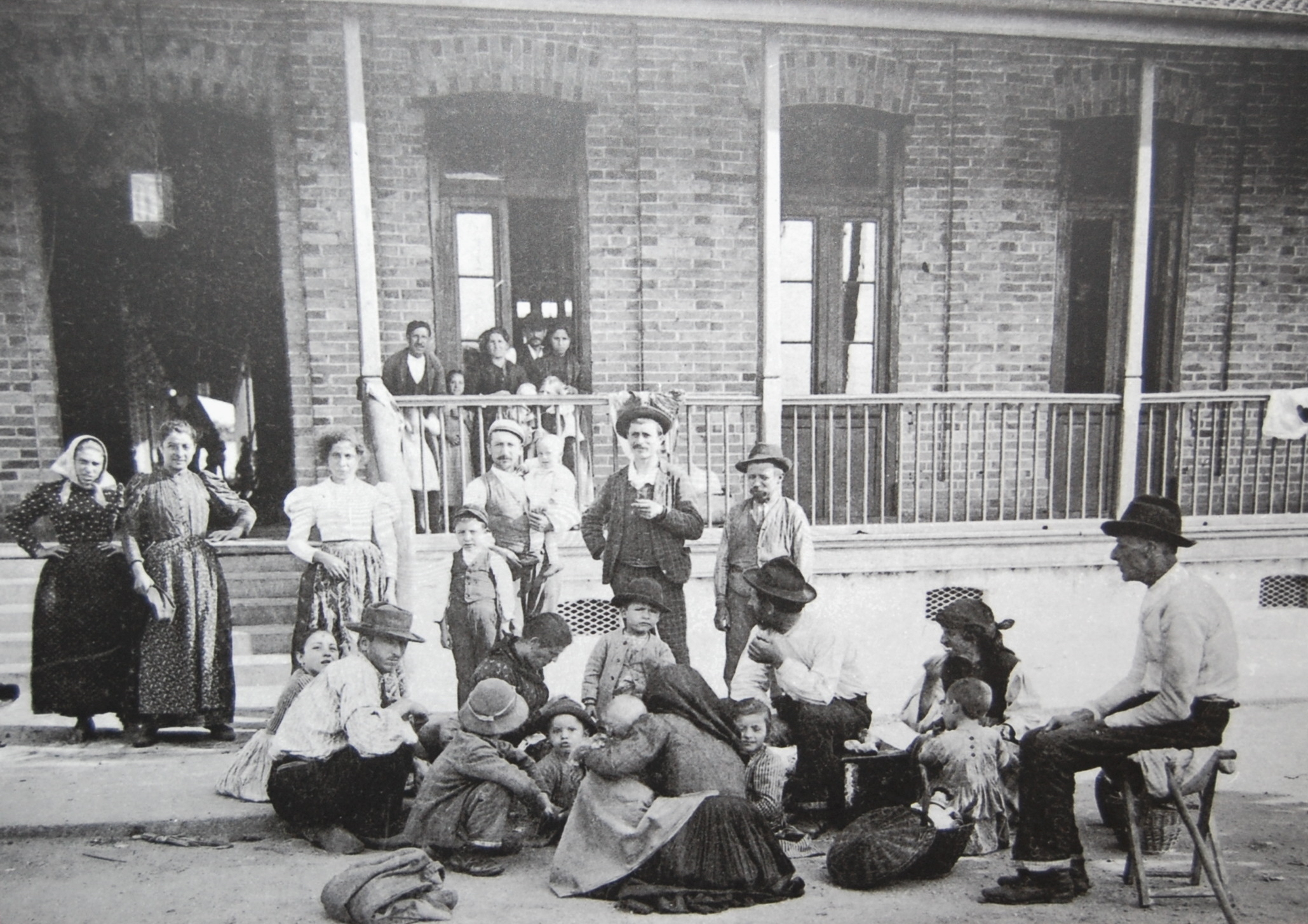
Grupo de italianos llegando a São Paulo
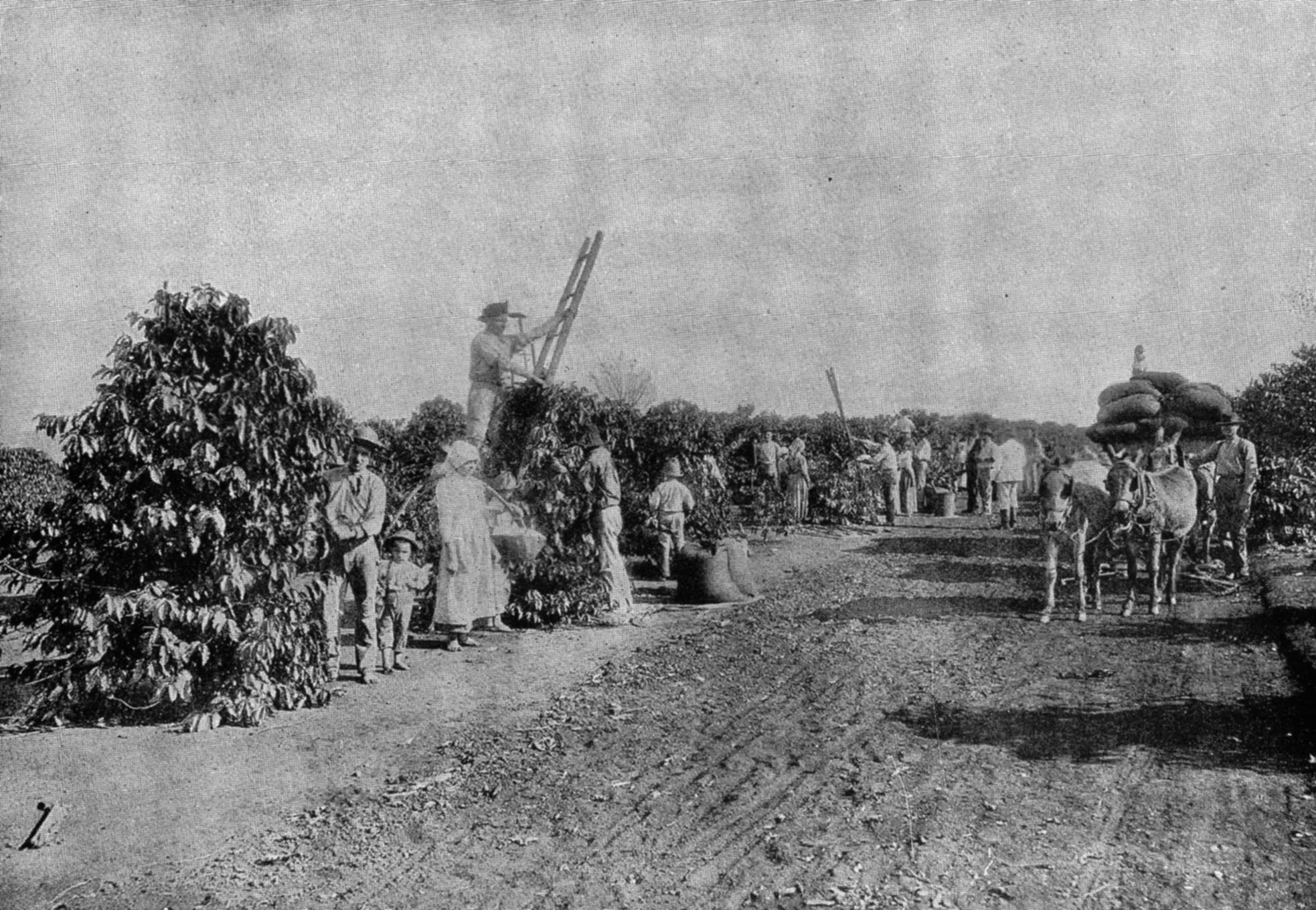
Inmigrantes europeos trabajando en una plantación de café en el Estado de São Paulo .

## Inmigrantes

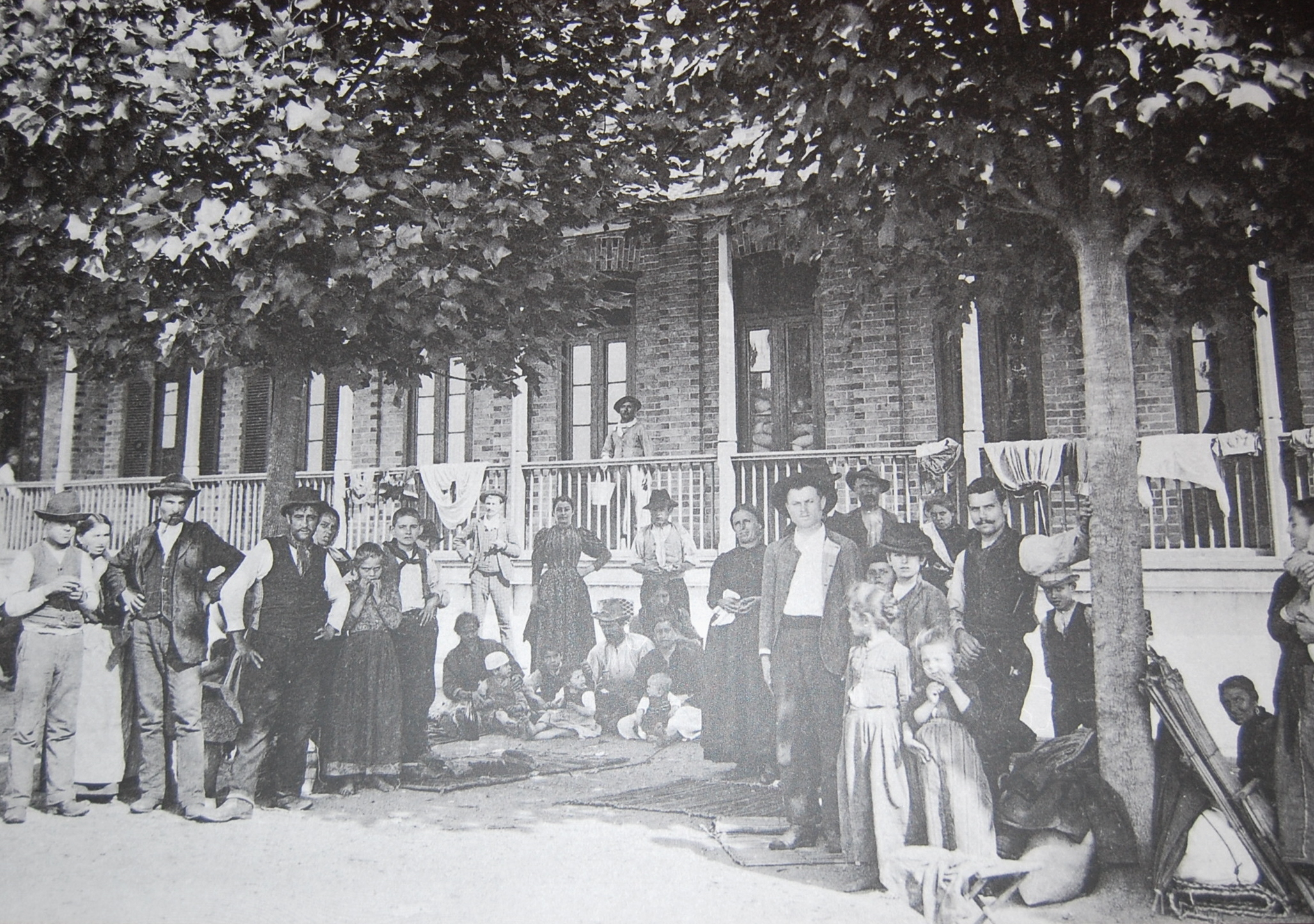
Inmigrantes italianos llegados a São Paulo (c. 1890).

La mayor parte de los 4.431.000 inmigrantes que ingresaron al país entre 1821 y 1932 se establecieron en São Paulo (estado) y otros estados del sudeste: São Paulo recibió a la mayoría de los italianos (Véneto, Lombardía, Campania, Toscana, Calabria, Liguria, Piamonte, Umbría, Emilia-Romaña, Abruzos, Molise y Basilicata) y españoles (gallegos, castellanos y catalanes) a finales del siglo XIX y principios del XX, y a partir de la década de 1910 en adelante la mayoría de los lituanos, holandeses, franceses, húngaros, finlandeses, bálticos y judíos asquenazíes (de comunidades de la diáspora en Polonia, Rumania, Alemania, Austria, Hungría, Lituania, Rusia y Checoslovaquia), letones, griegos, armenios, checos, croatas, eslovenos, búlgaros, albaneses y georgianos; el estado de Río de Janeiro recibió a la mayoría de los inmigrantes portugueses seguido de São Paulo, así como la mayoría de los suizos y belgas. Junto con São Paulo y Santa Catarina, Río de Janeiro fue uno de los principales destinos de suecos, noruegos, daneses pero también franceses y recibió el segundo mayor número de judíos después de SP. São Paulo y Río de Janeiro, seguidas de Paraná, también recibieron la mayor parte de ingleses-galeses y escoceses; El campo de Espírito Santo estaba poblado principalmente por personas llegadas de Alemania, especialmente pomeranos (Prusia), Suiza, Italia, Países Bajos, Polonia, Dinamarca, Luxemburgo, Francia, Rumania, Eslovaquia e Iberia, compuestas principalmente por catalanes pero también vascos y andorranos. Minas Gerais recibió generalmente italianos, en busca de superficies cultivables en el siglo XIX, y portugueses a principios del XVIII durante la fiebre del oro y los diamantes. Minas Gerais también fue destino de alemanes, checos, búlgaros, rumanos, húngaros, judíos asquenazíes, españoles, serbios, griegos, armenios y libaneses que se asentaron en el país.

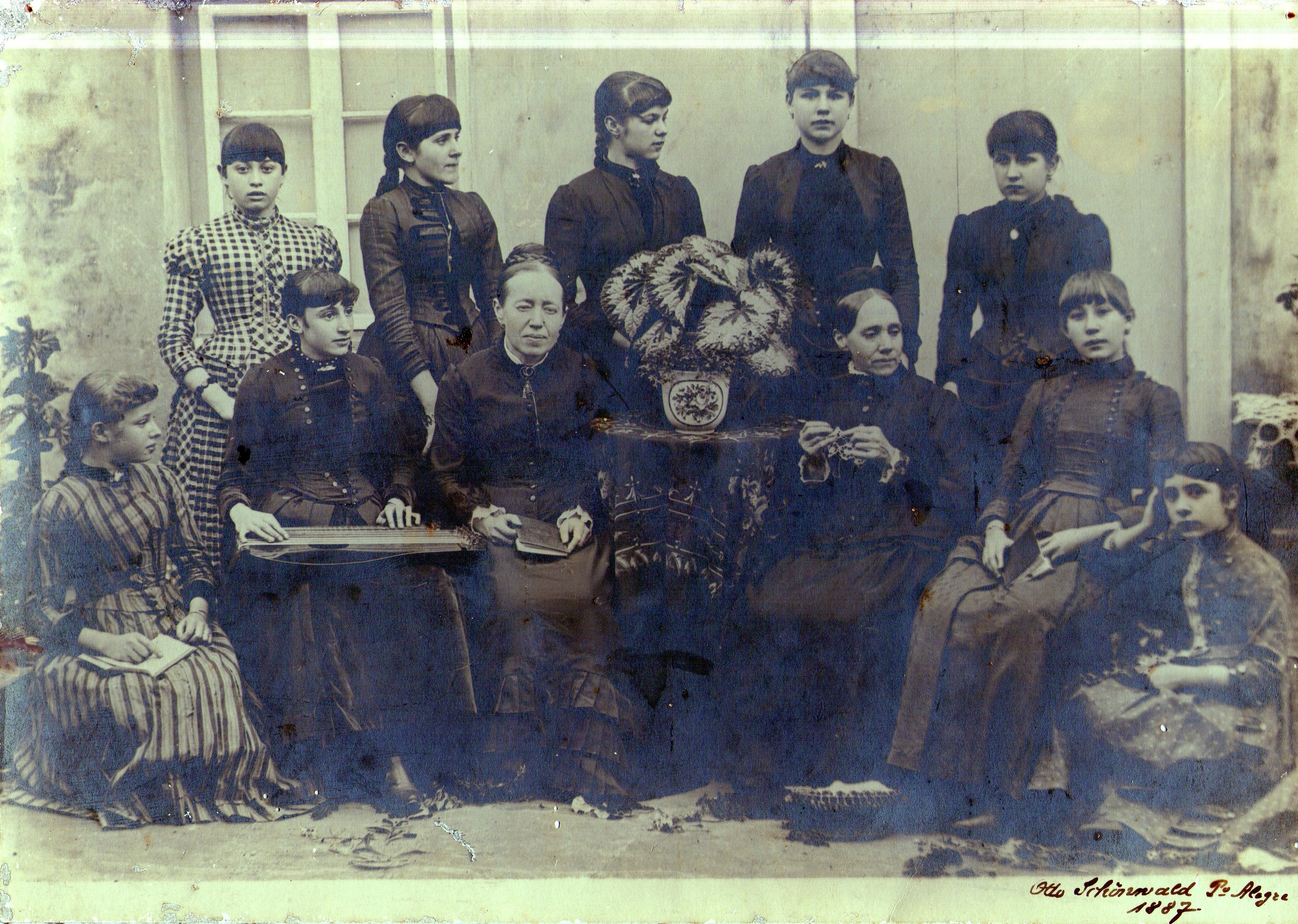
Estudiantes y profesores alemanes en una escuela alemana de Novo Hamburgo, estado de Rio Grande do Sul, en 1886.

Sin embargo, el impacto de la inmigración blanca fue mayor en el sur de Brasil, porque aunque recibió una menor migración, al tener una población muy pequeña, el impacto de la inmigración fue mayor en su demografía en comparación con otras regiones brasileñas. Las principales concentraciones en Rio Grande do Sul fueron los italianos venecianos donde todavía se habla su dialecto y los alemanes de la región alemana de Hunsrück (Renania-Palatinado) que también mantuvieron su dialecto hunsrückisch conocido como Riograndensisch, seguidos de los polacos. Su número de llegadas suplantó a la anterior población ibérica, fundando ciudades como Novo Hamburgo y Garibaldi. Los inmigrantes alemanes llegaron por primera vez en 1824 y se establecieron en el valle del río Sinos , donde una de las primeras colonias en adoptar una figura urbanizada fue Hamburger Berg, futuro Novo Hamburgo, desmembrado o derivado de São Leopoldo. Considerada la cuna de la cultura alemana en Brasil. Su capital, Porto Alegre, tiene la tercera población judía más grande del país.
En Paraná se concentra la gran mayoría de los eslavos, principalmente polacos, ucranianos, bielorrusos y rusos, seguidos de alemanes e italianos habitantes del campo que también llegaron para poblar el sur escasamente habitado. Algunas localidades como Mallet, un asentamiento del siglo XIX fundado por polacos de la Galitzia austríaca (Europa del este) y ucranianos que creció hasta convertirse en una ciudad, todavía mantienen tanto sus idiomas como sus tradiciones en un continuo polaco-ucraniano . Después de 1909, los colonos holandeses se hicieron responsables del desarrollo de la producción lechera en la región de las praderas del estado, conocida como Campos Gerais do Paraná, donde hoy se encuentran las localidades de Castro y Carambeí, denominadas Pequeña Holanda. La región de Castro también recibió a muchos lituanos. En la capital, Curitiba, vive una gran comunidad de alemanes del Volga que superaban en número a la población inicial y primaria de ascendencia bandeirante durante el período imperial, así como a los feroeses y otros escandinavos, a eslavos, italianos, franceses, suizos, españoles y a una de las comunidades judías del país.

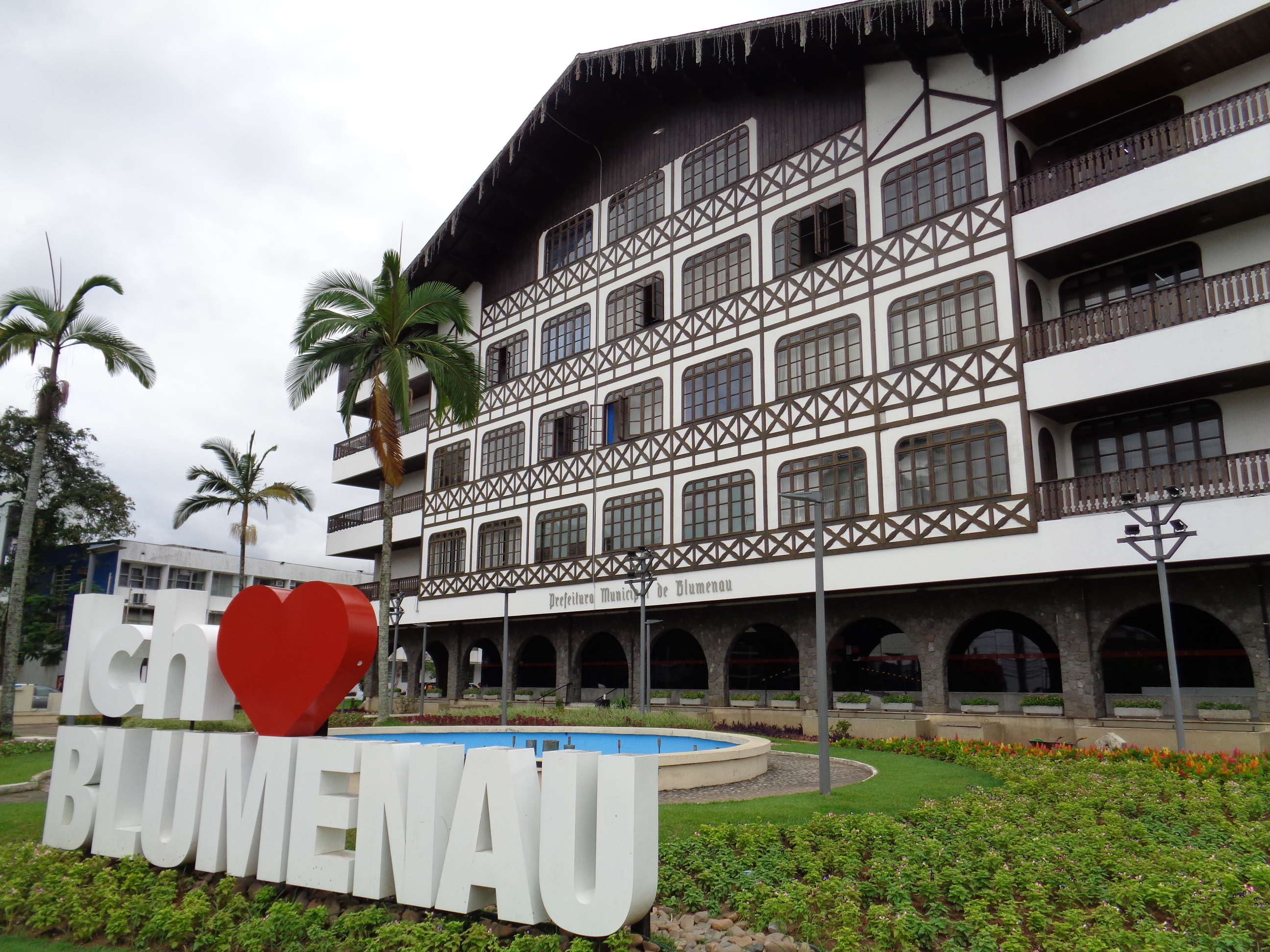
Inscripción Ich liebe Blumenau ("Amo Blumenau", en alemán) frente al ayuntamiento de Blumenau, en Santa Catarina.

En Santa Catarina, más del 50% de la población tiene ascendencia alemana, austriaca y luxemburguesa. Allí el hunsrückisch local se conoce como katharinensisch; el pomeranio oriental todavía se habla en la ciudad de Pomerode; y el austro-bávaro meridional está vivo entre la población tirolesa de Treze Tílias. Santa Catarina también fue el principal destino de los daneses. En el siglo XVIII ese estado estaba escasamente poblado y su costa estaba habitada principalmente por azorianos: por ejemplo, es el caso de Anita Garibaldi, nacida en Laguna, esposa y compañera de armas del revolucionario de la unificación italiana Giuseppe Garibaldi. Igualmente, Santa Catarina también recibió a italianos, franceses, suecos, noruegos, suizos, lituanos y letones, estonios, finlandeses, polacos, eslovenos, croatas, belgas y españoles para poblar su interior durante el siglo XIX. La ciudad de Brusque, fundada por el barón austríaco von Schneeburg, que trajo familias alemanas del Gran Ducado de Baden para establecerse en el noreste de Santa Catarina, además de recibir oleadas adicionales de italianos de la eurorregión eurorregión Tirol-Tirol del Sur-Trentino, polacos y suecos, también fue uno de los destinos en el Sur y Sudeste de los colonos confederados americanos en 1867, a diferencia de las colonias de São Paulo y Paraná, donde la presencia confederada americana dio origen a nuevas localidades como Americana en São Paulo. Las ciudades vecinas, como Nova Trento, fundada en 1875, recibieron de manera similar súbditos del Imperio austrohúngaro porque los tiroleses de habla italiana conocidos como trentinos y los alemanes del Reino de Prusia, la histórica Suabia y Baden enfrentaron una inmensa crisis en el sector agrícola causada por la Conflictos de la unificación de Italia y Alemania respectivamente, que debilitaron el comercio local. Los italianos de Istria bajo el dominio del Imperio austríaco también huyeron de Istria para establecerse en Brasil, y algunas ciudades como Nova Veneza, fundada en 1891, todavía tienen más del 90% de población veneciana, de la cual muchos todavía hablan el dialecto italiano. La mayoría de los venecianos se establecieron después de la tercera guerra de Independencia italiana en 1866, cuando Venecia, junto con el resto del Véneto, pasó a formar parte del recién creado Reino de Italia.

### Estadounidenses

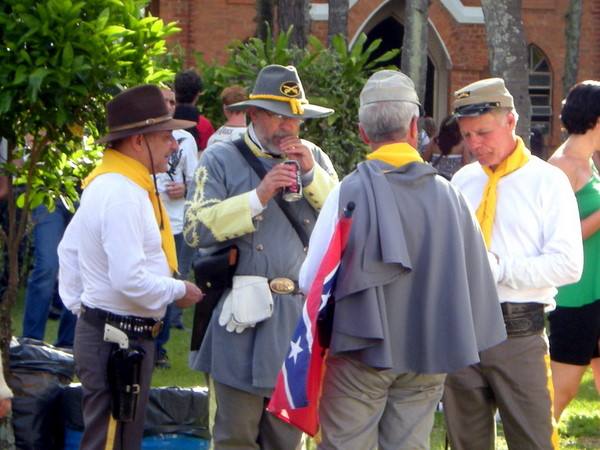
Descendientes de estadounidenses en Santa Bárbara d'Oeste.

Los inmigrantes confederados estadounidenses Joseph Whitaker e Isabel Norris en Americana .
Al final de la guerra civil estadounidense en la década de 1860, comenzó una migración de confederados a Brasil, cuyo número total se estima en miles. Se establecieron principalmente en el sur y sureste de Brasil fundando muchas localidades en el estado de São Paulo: Americana, Campinas, Santa Bárbara d'Oeste, Juquitiba, Nueva Texas, Eldorado (ex Xiririca), además de trasladarse a la capital São Paulo.
El estado fronterizo de Paraná fue el principal destino en el Sur, seguido de Santa Catarina y Rio Grande do Sul, a donde llegaron los estadounidenses en 1867 instalándose en localidades en crecimiento como Brusque. La ciudad de Río de Janeiro, la localidad de Rio Doce en Minas Gerais y el estado de Espírito Santo fueron otros destinos de la región Sudeste. Olas posteriores se asentaron en Santarém, Pará—en el norte del río Amazonas—así como en los estados de Bahía y Pernambuco, agregando un número significativo de inmigrantes a la población de la región. En total, cerca de 25.000 inmigrantes estadounidenses se establecieron en Brasil durante el siglo XIX. Ésa es una de las principales razones por las que el emperador Pedro II de Brasil fue el primer jefe de Estado y jefe de Gobierno extranjero en visitar Washington D. C. en 1876 y también asistió a la Exposición del Centenario en Filadelfia.
El primer confederado registrado fue el coronel William H. Norris, un exsenador de Alabama que abandonó los EE. UU. con 30 familias confederadas y llegó a Río de Janeiro el 27 de diciembre de 1865. El asentamiento de Santa Bárbara D'Oeste a veces se llama el Colonia Norris . El líder de los asentamientos de Nuevo Texas, Frank McMullen, también abandonó Estados Unidos en 1865 con antiguos ciudadanos de la Confederación. Étnicamente, el subgrupo cultural de los Confederados, la forma en que se nombraron las colonias confederadas, eran principalmente escoceses, ingleses-galeses, irlandeses, escandinavos, holandeses y alemanes (alemanes étnicos entre rumanos, checos, descendientes de inmigrantes rusos y polacos). [165] Más recientemente, otras oleadas de ciudadanos estadounidenses se convirtieron en residentes en el país.
Pérola Ellis Byington (Pearl) nacida en 1879 de los inmigrantes estadounidenses Mary Elisabeth Ellis y Robert Dickson McIntyre en Santa Bárbara D'Oeste y casada con el industrial Alberto Jackson Byington, fue una laureada educadora, activista social, filántropa y voluntaria de la comunidad estadounidense y Cruz Roja Brasileña, que puso su nombre en hospitales y en un pueblo de Paraná. Otros brasileños famosos que descienden de inmigrantes estadounidenses son la ex presidenta del Tribunal Supremo de Brasil, Ellen Gracie Northfleet , primera mujer nombrada miembro de la Corte Suprema; Warwick Estevam Kerr, genetista, ingeniero agrónomo, entomólogo, profesor y líder científico, destacado por sus descubrimientos en la genética y determinación del sexo de las abejas y la cantante Rita Lee Jones, apodada "la madre del rock'n'roll brasileño".

## Personas notables

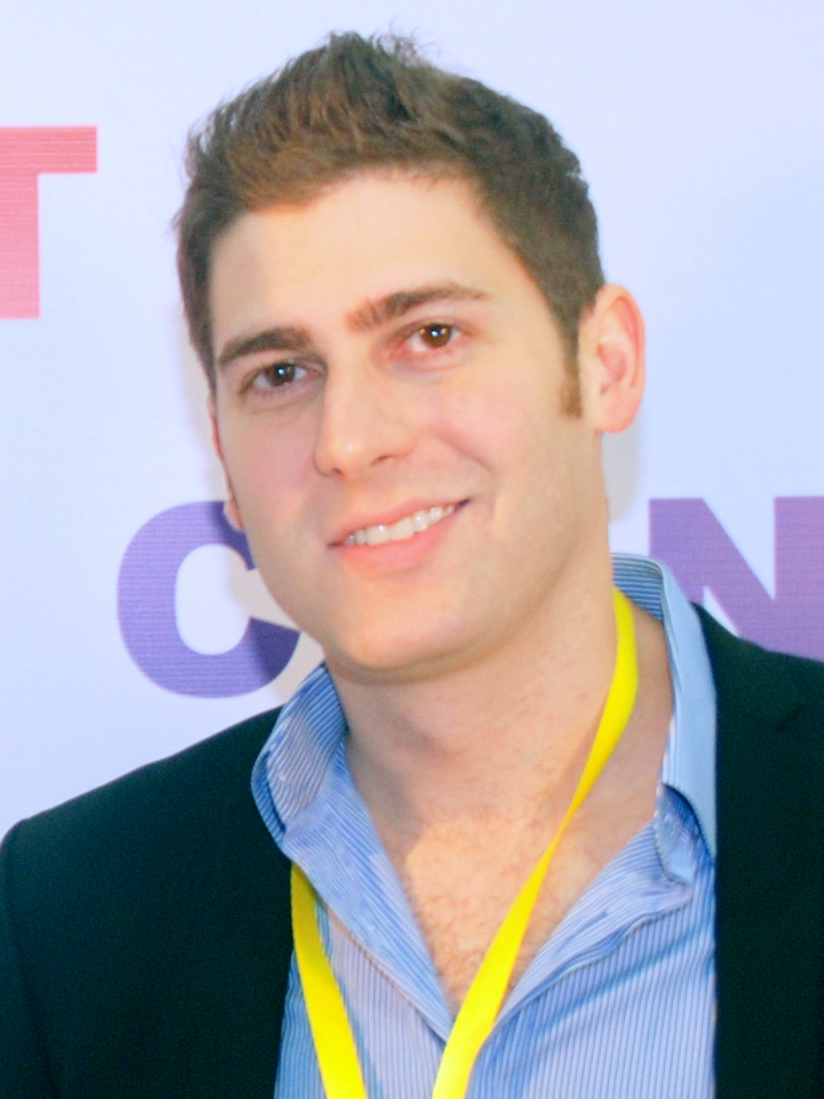
Eduardo Saverin, cofundador de Facebook.

Los blancos constituyeron la mayoría de la población de Brasil con respecto al número total dentro de un solo grupo racial hasta el censo de 2022.
Los blancos dominan las artes, los negocios y las ciencias brasileñas. En general, los blancos constituyen el 86,3% del 1% de la población más rica de Brasil en 2007. La mayoría de los representantes de las 20 empresas más grandes de Brasil son blancos. Entre estas empresas se encuentran Petrobrás, Oi telecomunicaciones, Ambev y los grupos Gerdau y Braskem, y según el ranking Valor 1000 de 2014, el 95% de estos representantes se declaran blancos, el 5% se declaran pardos y ninguno se declara negro o amarillo (asiático oriental).
Históricamente, los empresarios brasileños más exitosos han sido blancos. Jorge Paulo Lemann, un inversor e hijo de inmigrantes suizos, está clasificado como la 19.ª persona más rica del mundo por Forbes, con un patrimonio neto estimado de 38.700 millones de dólares. Eduardo Saverin es el cofundador de Facebook, una de las empresas más ricas del mundo y las plataformas de redes sociales más poderosas, nació en Sao Paulo , Brasil.
Los blancos dominan la moda brasileña. Gisele Bündchen es desde hace 10 años la modelo mejor pagada del mundo. Con un patrimonio neto reportado de 290 millones de dólares, es ampliamente reconocida como el modelo de las modelos de moda brasileñas, siendo la primera modelo "revolucionaria" de Brasil. Alessandra Ambrosio es más famosa por ser modelo de Victoria's Secret y 'PINK'. Ganando aproximadamente 6,6 millones de dólares al año. Alexandre Herchcovitch es un conocido diseñador de moda en los circuitos de París, Londres, Nueva York y Tokio.
Xuxa Meneghel, presentadora de televisión, actriz de cine, cantante y exitosa empresaria nacida en Rio Grande do Sul, tiene el patrimonio neto más alto de cualquier artista femenina brasileña, estimado en 350 millones de dólares.
Los blancos también dominan las ciencias y el mundo académico. Según un ranking universitario de Folha, entre los rectores y rectores de las 25 mejores universidades, el 89,8% son blancos; el 8,2% son marrones; el 2% son negros; ninguno es amarillo (este asiático).

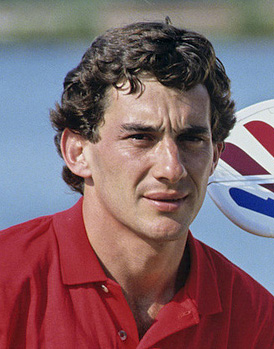
Ayrton Senna, excorredor de Fórmula 1.

En el mundo del deporte brasileño, algunos de los deportistas brasileños más exitosos han sido blancos. Ayrton Senna fue uno de los pilotos de Fórmula 1 más dominantes y exitosos de la era moderna y muchos lo consideran el mejor piloto de carreras de todos los tiempos.Robert Scheidt es uno de los regatistas más exitosos en los Juegos Olímpicos y uno de los atletas olímpicos brasileños más exitosos. Zico, el mejor jugador de fútbol del mundo de finales de los años 1970 y principios de los 80.
Otros incluyen a Gustavo Kuerten, el único tenista brasileño en ocupar el puesto número 1, César Cielo, el nadador brasileño más exitoso de la historia, habiendo obtenido tres medallas olímpicas. Oscar Schmidt, quien fue incluido en el Salón de la Fama del Baloncesto Naismith Memorial en 2013. El equipo nacional masculino de voleibol de Brasil es el equipo de voleibol más exitoso del mundo y es mayoritariamente blanco (Gustavo Endres, Giba, André Heller, Murilo Endres), y muchos otros.
Entre las mujeres, María Esther Bueno es la tenista brasileña más exitosa en los torneos de Grand Slam. Ganó siete títulos individuales (cuatro en el Abierto de Estados Unidos y tres en Wimbledon ) y doce títulos de dobles (cinco en Wimbledon, cuatro en el Abierto de Estados Unidos, dos en Roland Garros , incluido un dobles mixto, y una vez en el Abierto de Australia ).